# کشته‌شدگان خیزش ۱۴۰۱ ایران
کشته‌شدگان خیزش ۱۴۰۱ ایران، افرادی هستند که در طی خیزش ۱۴۰۱ ایران کشته شدند. از ۲۶ شهریور تا ۲۰ دی ۱۴۰۱، بیش از ۵۴۰ نفر، از جمله ۷۴ کودک (زیر ۱۸ سال) در سراسر ایران به‌دست نیروهای وابسته به نظام جمهوری اسلامی به قتل رسیدند. بر اساس تحقیقات کمیتهٔ حقیقت‌یاب سازمان ملل، جمهوری اسلامی برای سرکوب معترضان به جرائمی نظیر قتل، شکنجه و تجاوز جنسی متوسل و مرتکب جنایت علیه بشریت شد
طبق ادعاهای منتشر شده از شهر قلعه جوانرود در استان کرمانشاه مردم این شهر مدعی هستند که به دلیل سرکوب خونین این شهر با سلاح‌های جنگی همچون دوشکا، پیکا، کلاشنیکف، کانی ۵۰، ژ۳، گازهای اعصاب و خردل و… دست کم چیزی در حدود ۶۰ تا ۱۵۰ تن کشته و بیش از ۲ تا ۳ هزار تن نیز زخمی‌شدند. اما هنوز آمارهای دقیقتر دربارهٔ کشته‌شده‌ها و زخمی‌شدگان جوانرود در دست نیست و تأیید ادعاهای مردم جوانرود دشوار است.
بیشترین کشتارها در استان‌های سیستان و بلوچستان، مازندران، کردستان، تهران، گیلان و آذربایجان غربی اتفاق افتاده است. از نظر زمانی نیز به ترتیب در روزهای ۳۰ شهریور، ۳۱ شهریور و هشتم مهر تعداد کشته‌ها بیش‌تر از روزهای دیگر بوده است.
امیرعلی حاجی‌زاده، فرمانده نیروی هوافضای سپاه پاسداران، تعداد کشته‌شدگان را بیش از ۳۰۰ نفر اعلام کرده است. نظام جمهوری اسلامی مسئولیت کشتن معترضان به دست نیروهای خود را برعهده نمی‌گیرد و علت مرگ بسیاری از معترضان کشته‌شده را «تصادف رانندگی»، «خودکشی»، «سقوط از ارتفاع» یا «تیراندازی از میان جمعیت» اعلام کرده است. همچنین مقامات جمهوری اسلامی برای انکار کشتن معترضان، از اعترافات اجباری بستگان کشته‌شدگان نیز استفاده کرده‌اند.
سازمان حقوق بشر ایران در نروژ، جمعه۲۷ ژانویه ۲۰۲۳ اعلام کرد تعداد کسانی که سازمان موفق شده کشته شدن آن‌ها را در جریان خیزش ۱۴۰۱ ایران تأیید کند، به ۴۸۸ تن رسیده و ۱۰۷ تن از دستگیرشدگان نیز با خطر اعدام روبه‌رو هستند و دستکم ۷۴ تن از کشته شدگان کودک هستند.

## رویدادها

### کشته‌شدگان در سیستان و بلوچستان

#### جمعهٔ خونین زاهدان
تظاهرات روز جمعه ۸ مهر ۱۴۰۱ در پی فراخوانی برای اعتراض به «قتل مهسا امینی» و همچنین «تجاوز به دختر ۱۵ ساله بلوچ توسط فرمانده انتظامی چابهار» برپا شد. منابع مختلف از کشته و زخمی‌شدن ده‌ها تن خبر دادند. استاندار سیستان و بلوچستان از کشته شدن ۱۹ نفر در درگیری‌های زاهدان خبر داده، منابع محلی آماری بین ۳۶ تا ۵۸ کشته منتشر کرده‌اند.سازمان حقوق بشری کمپین فعالان بلوچ بر اساس منابع مردمی و شاهدان عینی اعلام کرد تا بامداد شنبه، ۹ مهر، دست‌کم اسامی ۴۲ کشته تیراندازی روز جمعه در زاهدان را ثبت کرده است. کشته‌شدگان زاهدان در ۱۲ مهر با جان‌باختن بعضی دیگر از مجروحان به ۶۳ نفر رسید. در بین کشته‌شدگان این تظاهرات اسامی سه نوجوان و یک کودک به‌نام‌های «سامر هاشم‌زهی، سدیس کشانی، جواد پوشه و اقبال شهنوازی» نیز منتشر شده است.

#### جمعهٔ خونین خاش
۱۳ آبان در پی تیراندازی نیروهای سرکوبگر به معترضان به دست‌کم ۱۶ نفر شامل کودکان کشته و ده‌ها تن دیگر زخمی شدند. مولوی عبدالحمید، امام جمعه زاهدان، در بیانیه‌ای اعلام کرد در این حادثه دست‌کم ۱۶ نفر کشته و ده‌ها نفر دیگر زخمی شدند. عفو بین‌الملل در گزارشی شمار کشته‌شدگان را ۱۸ نفر و اعلام کرد که نیروهای امنیتی در سرکوب مردم از «گلوله‌های جنگی مرگبار» استفاده کرده‌است.

### حمله به بازار ایذه
در دومین روز سالگرد آبان خونین، در پی تیراندازی مأموران حکومتی به سوی مردم در خیابان دست‌کم ۹ نفر، از جمله، دو کودک ۹ و ۱۴ ساله به نام‌های کیان پیرفلک و سپهر مقصودی جان باخته‌اند.

## شیوهٔ قتل کشته‌شدگان
شیوهٔ قتل کشته‌شدگان نشان‌گر سه الگوی ثابت در قریب به اتفاق موارد ثبت شده است:
- تیراندازی مکرر با سلاح ساچمه‌ای از فاصله نزدیک و به ارگان‌های حیاتی بدن مانند سر و قفسه سینه[۵۲]
- تیراندازی با سلاح‌های دوربرد و دقیق‌زن مانند اسنایپر به ارگان‌های حیاتی
- ضربات مکرر مرگ‌بار باتوم به سر که منجر به شکستگی جمجمه و خونریزی مغزی شده است.
- کانون حقوق بشر ایران اول دی‌ماه اسامی و شیوه قتل ۵۷۳ تن از کشته شدگان مربوط به خیزش سراسری ۱۴۰۱ ایران که توسط مأموران امنیتی جمهوری اسلامی به قتل رسیده‌اند را اعلام کرد.[۵۳]

## اسامی کشته‌شدگان
اسامی کشته‌شدگان شامل اسامی معترضان کشته شده در جریان اعتراضات و اسامی نیروهای حکومتی جمهوری اسلامی است که در جریان سرکوب معترضان کشته شده‌اند.

### معترضان
| ردیف | نام                              | سن      | علت مرگ                                                                                   | مکان کشته‌شدن     | تاریخ کشته‌شدن              | توضیحات | منبع                    |
| ---- | -------------------------------- | ------- | ----------------------------------------------------------------------------------------- | ---------------- | -------------------------- | --- | ----------------------- |
| ۱    | فریدون محمودی                    |         | اصابت گلولهٔ جنگی                                                                          | سقز              | ۲۸ شهریور ۱۴۰۱             | چهلم فریدون محمودی در آرامستان آیچی برگزار شد که تنها به مادر فریدون اجازه داده شده بود که در آرامستان حاضر شود. جمعی از مردم سقز بر سر مزار حاضر شده و شعارهایی از جمله «ژن ژیان آزادی»، «بلوچستان تنها نیست سقز پشتیبانش است»، «دایه مه‌گری بۆ ڕۆڵه، شه‌رته بستێنین تۆڵه»، «مرگ بر دیکتاتور»، «مهاباد تنها نیست سقز پشتیبانش است»، «سنندج تنها نیست سقز پشتیبانش است» و… این مراسم را برگزار کردند. | [ ۵۶ ]                  |
| ۲    | مینو مجیدی                       |         | اصابت گلولهٔ جنگی                                                                          | کرمانشاه         | ۳۰ شهریور ۱۴۰۱             | مراسم خاکسپاری مینو مجیدی در روز پنج‌شنبه ۳۱ شهریور ۱۴۰۱ ساعت ۱۰ صبح در گورستان میناآباد کرمانشاه برگزار و تظاهرات ضدحکومتی تبدیل شد. دختر او به نشانهٔ اعتراض به جمهوری اسلامی و سوگواری مادرش موی سر خود را تراشید، حجاب از سر برداشت | [ ۵۶ ] [ ۵۷ ]           |
| ۳    | محمد امینی                       |         | اصابت گلولهٔ جنگی                                                                          | سنندج            | ۱۶ مهر ۱۴۰۱                | محمد امینی فرزند گلمحمد در کوچه شیرینی نیشکر محلهٔ کارآموزی سنندج تیر خورد. محمد امینی اهل محله «تقتقان» سنندج بود. | [ ۵۶ ]                  |
| ۴    | آرین مریدی                       | ۲۲ ساله | اصابت گلولهٔ جنگی                                                                          | جوانرود          | ۱۷ مهر ۱۴۰۱                | اصابت گلولهٔ جنگی مجروح شد پس از انتقال به بیمارستان در جوانرود جان سپرد | [ ۵۶ ]                  |
| ۵    | محمدجواد زاهدی                   | ۱۶ ساله | اصابت ۹۵ گلولهٔ ساچمه‌ای در سر و کمر                                                        | ساری             | ۳۰ شهریور                  | مقامات جمهوری اسلامی خانواده این محمد را تحت فشار قرار دادند که بپذیرند او توسط «منافق» کشته شده تا او را «شهید» اعلام کنند. محمدجواد زاهدی، متولد ششم شهریور ۱۳۸۱ بود. او تنها چند روز پس از تولد ۲۰ سالگی‌اش، شامگاه ۳۰ شهریور سال جاری وقتی برای رفتن به آرایشگاه از خانه بیرون رفته بود، هدف شلیک نیروهای حکومتی قرار گرفت و جان باخت. محمدجواد زاهدی در خیابان انقلاب ساری روبه‌روی چهارراه برق مورد هدف قرار گرفت. سازمان پزشکی قانونی علت مرگ محمدجواد زاهدی را «شوک هموراژیک (خون‌ریزی وسیع)، به دنبال سوراخ‌شدگی ریه‌ها و کبد و طحال» بر اثر «اصابت اجسام متعدد پرتابه‌ای پرشتاب (ساچمه شکاری)» اعلام کرده است. نیروهای حکومتی «تقریباً ۹۵ گلوله ساچمه‌ای به گردن، سر و پشت کمر» محمدجواد زاهدی شلیک کرده بودند. مراسم خاک‌سپاری روز هفتم او با حضور نیروهای امنیتی و تحت نظر خودشان در آرامگاه «ولشکلا» در ساری برگزار شد نزدیکان محمدجواد به هرانا گفته‌اند او در اعتراضات شرکت داشته و در تاریخ ۳۱ شهریورماه در این شهر با اصابت گلوله ساچمه ای شلیک شده توسط نیروی انتظامی به قتل رسیده است. | [ ۵۶ ]                  |
| ۶    | سیداحمد شکراللهی                 | ۲۴ ساله | اصابت گلولهٔ جنگی                                                                          | کردآباد          | ۱۶ مهر ۱۴۰۱                | احمد شکراللهی در یکی از محله‌های اصفهان با موتور در حال انتقال مادرش به بیمارستان شریعتی بوده است که به‌خاطر اعتراض به ممانعت و بستن مسیر توسط بسیجی‌ها با شلیک مستقیم و نزدیک دو گلوله به سینه و قلبش در آغوش مادرش جان سپرد. | [ ۵۶ ]                  |
| ۷    | اسماعیل دزوار                    |         | بر اثر شکنجه                                                                              | سقز              | ۱۷ مهر ۱۴۰۱                | روز شنبه ۱۶ مهر بازداشت شد و روز یکشنبه ۱۷ مهر زیر شکنجه جان سپرد | [ ۵۶ ]                  |
| ۸    | امید مهدوی                       |         |                                                                                           | تهران            |                            | در هفته دوم اعتراضات بر اثر ضربات باتوم در سرش مدت ده روز در کما بود و پس از آن در بیمارستان تجریش جان باخت | [ ۵۶ ]                  |
| ۹    | سینا نادری                       | ۲۲ ساله | اصابت گلولهٔ جنگی                                                                          | کرمانشاه         | ۲۰ مهر ۱۴۰۱                | یکی از بستگان نزدیک وی در گفت‌وگو با شبکه حقوق بشر کردستان گفت: «سینا به صورت هدفمند انتخاب و هدف دو گلوله جنگی قرار گرفت. گلوله اول از پشت سر به بازوی سمت راست او برخورد کرد و از سمت دیگر خارج شد. چند ثانیه بعد از گلوله اول، سینا که تنها سنگی در مشت داشت هدف گلوله دوم قرار گرفت. گلوله دوم به پهلوی او برخورد کرده و پس از شکافتن سینه‌اش از سمت دیگر خارج شده است.» سینا پس از اصابت گلوله دوم نقش بر زمین می‌شود و اطرافیان او سعی می‌کنند تا او را از تیررس نیروهای سپاه پاسداران خارج کرده و او را به بیمارستان فارابی در میدان عشایر برسانند. سینا نیم ساعت بعد از انتقال به بیمارستان به دلیل شدت جراحات و خونریزی داخلی جان خود را از دست می‌دهد. سینا نادری در روز پنجشنبه ۲۱ مهر در آرامستان «دره دریژ» به خاک سپرده شد. او دو هفته قبل از به قتل رسیدن و در جریان اعتراضات خیابان نوبهار کرمانشاه توسط نیروهای سپاه نبی اکرم بازداشت و به زندان دیزل آباد منتقل شده و پس از یک هفته با قید وثیقه ۱۰۰ میلیون تومانی آزاد شده بود.                                                   | [ ۵۶ ]                  |
| ۱۰   | آرمین صیادی                      | ۱۸ ساله | اصابت گلولهٔ جنگی                                                                          | کرمانشاه         | ۲۰ مهر ۱۴۰۱                | | [ ۵۶ ]                  |
| ۱۱   | عزیز مرادی                       |         | اصابت گلولهٔ جنگی مجروح و در بیمارستان جان سپرد                                            | سنندج            | ۲۰ مهر ۱۴۰۱                | عزیز مرادی چهارشنبه بیستم مهر ساعت ۲۲ به وقت سنندج، نیروهای حکومتی با سلاح کلاشینکف وی را در محله «نایسر» مورد شلیک مستقیم قرار داده‌اند. از او به عنوان صاحب رستوران گل گندم یاد شده است. | [ ۵۶ ]                  |
| ۱۲   | کمال فقهی                        |         | اصابت گلولهٔ جنگی                                                                          | بوکان            | ۲۰ مهر ۱۴۰۱                | کمال فقهی فرزند محمد اهل بوکان و کارمند نیروگاه حرارتی بناب شامگاه روز چهارشنبه بیستم مهرماه بر اثر شلیک نیروهای امنیتی جان خود را از دست داد. نیروهای امنیتی کمال را در پشت بام منزلش در حین برگزاری تجمعات اعتراضی در منطقه حسار مورد شلیک مستقیم قرار دادند. او بر اثر اصابت گلوله نیروهای امنیتی به ناحیه سر به شدت زخمی و به دلیل شدت جراحات وارده در بیمارستان قلی‌پور بوکان جان خود را از دست داد. | [ ۵۶ ]                  |
| ۱۳   | صدرالدین لیتانی                  | ۲۷ ساله | اصابت گلولهٔ جنگی                                                                          | اشنویه           | ۳۰ شهریور ۱۴۰۱             | | [ ۵۶ ]                  |
| ۱۴   | مهرگان زحمتکش                    |         | اصابت گلولهٔ جنگی                                                                          | رشت              | ۲۰ مهر ۱۴۰۱                | | [ ۵۶ ]                  |
| ۱۵   | عارف عاشوری                      |         | اصابت گلولهٔ جنگی                                                                          | رشت              | ۱۷ مهر ۱۴۰۱                | زندانی در زندان لاکان رشت | [ ۵۶ ]                  |
| ۱۶   | نگین صالحی                       | ۲۶ ساله | اصابت ضربهٔ باتوم                                                                          | تهران            | ۱۶ مهر ۱۴۰۱                | بر اثر ضربات باتوم قبل از رسیدن به درمانگاه فوت کرد | [ ۵۶ ]                  |
| ۱۷   | میلاد درخشان                     |         |                                                                                           | رشت              | ۱۷ مهر ۱۴۰۱                | اهل و ساکن روستای کلاچاه از توابع خمام در درگیری زندان لاکان رشت در بند ۸ کشته شد. جنازه او با حضور مأموران طوریکه فقط صورتش دیده شود به خانواده تحویل و دفن شد. | [ ۵۶ ]                  |
| ۱۸   | مهران رجبی                       |         | اصابت گلولهٔ جنگی                                                                          | رشت              | ۱۷ مهر ۱۴۰۱                | در زندان لاکان رشت با گلوله مأموران زندان کشته شد. | [ ۵۶ ]                  |
| ۱۹   | مهرزاد بهروز                     |         | اصابت گلولهٔ جنگی                                                                          | رشت              | ۱۷ مهر ۱۴۰۱                | در زندان لاکان رشت با گلوله مأموران زندان کشته شد. | [ ۵۶ ]                  |
| ۲۰   | سیدمحمد حسینی                    |         | بر اثر زیرگرفته شدن توسط خودروی مأموران امنیتی                                            | سقز              | ۲۰ مهر ۱۴۰۱                | | [ ۵۶ ]                  |
| ۲۱   | اسرا پناهی                       | ۱۵ ساله |                                                                                           | اردبیل           | ۲۰ مهر ۱۴۰۱                | به روایت شاهدان عینی در روز چهارشنبه ۲۰ مهر ۱۴۰۱ در اردبیل، پس از آنکه تعدادی از دانش‌آموزان دبیرستان دخترانهٔ شاهد در اعتراض به اجبار برای اجرای سرود حکومتی سلام فرمانده دست به اعتراض زده و شعار «مرگ بر دیکتاتور» و شعارهای ضدحکومتی سر دادند، نیروهای لباس شخصی به این مدرسه حمله کرده و پس از ضرب‌وشتم دانش‌آموزان، از جمله اسراء پناهی، تعدادی از آنها را دستگیر کردند. اسرا پناهی خانقاه، فرزند احمد، زادهٔ ۱۴ اسفند ۱۳۸۵ بود و در زمان مرگ ۱۵ سال داشت. | [ ۷۰ ] [ ۷۱ ]           |
| ۲۲   | حسین جزی                         | ۲۱ ساله | ازبازداشت‌شدگان اعتراضات تهران که در درگیری و آتش‌سوزی زندان اوین جان سپرد                  | تهران            | ۲۴ مهر ۱۴۰۱                | حسین جزی در آتش‌سوزی زندان اوین جان خود را از دست داد. هرانا در گزارشهای خود در تاریخ ۲۳ مهر اعلام کرده بودند که «حسین جزی» با نام و فامیلی کامل «محمد حسین امینیان جزی، شهروند ساکن تهران» اوایل مهرماه توسط نیروهای امنیتی بازداشت شده و تا روز آتش‌سوزی زندان اوین فقط یکبار با خانواده تماس گرفته و دیگر خبری از وضعیت بازداشت او در اختیار خانواده قرار نگرفته است. | [ ۵۶ ]                  |
| ۲۳   | محمد عبداللهی                    | ۳۶ ساله | زیر شکنجه مأموران امنیتی در زندان کشته شد                                                 |                  | ۲۱ مهر ۱۴۰۱                | اهل ایلام | [ ۵۶ ]                  |
| ۲۴   | دانش رهنما                       | ۲۵ ساله | اصابت گلولهٔ جنگی                                                                          | ارومیه           | ۳۰ شهریور ۱۴۰۱             | دانش رهنما اهل روستای «بالو» ارومیه بر اثر شلیک مستقیم نیروهای امنیتی جان خود را از دست داد. | [ ۵۶ ]                  |
| ۲۵   | احمدرضا قلیجی                    | ۱۸ ساله | اصابت گلولهٔ جنگی                                                                          | تهران            | مهر ۱۴۰۱                   | اهل اسدآباد | [ ۵۶ ]                  |
| ۲۶   | آروین ململی گلزاری               | ۱۸ ساله | اصابت گلولهٔ جنگی                                                                          | فولادشهر         | ۳۱ شهریور ۱۴۰۱             | اهل ایذه | [ ۵۶ ]                  |
| ۲۷   | علی اکبر ربیعی                   | ۴۰ ساله | اصابت گلولهٔ جنگی                                                                          | اصفهان           | ۱۰ مهر ۱۴۰۱                | اهل نجف آباد | [ ۵۶ ]                  |
| ۲۸   | علی بنی اسد                      | ۲۰ ساله | شکنجه                                                                                     | اهواز            |                            | پس از بازداشت در اداره اطلاعات اهواز جان باخت (زیر شکنجه) | [ ۵۶ ]                  |
| ۲۹   | علی جلیلی                        |         | بس از احضارهای پیاپی به اطلاعات و حراست بر اثر فشارهای روحی دچار ایست قلبی شد و جان باخت  | تهران            | ۲۸ مهر ۱۴۰۱                | مدیر دبیرستان کار و دانش برادران مظفر در منطقه ۴ تهران | [ ۵۶ ]                  |
| ۳۰   | رامین فاتحی                      |         | او وسط مهر ۱۴۰۱ به همراه خواهر و برادرش ربوده شد و زیر شکنجه جان باخت                     | سنندج            | ۲۹ مهر ۱۴۰۱                | اهل سنندج | [ ۵۶ ]                  |
| ۳۱   | رامین کرمی                       | ۳۱ ساله | روز چهارشنبه ۲۰ مهر در کرمانشاه به شدت مجروح شده و روز ۲۹ مهر بر اثر شدت جراحات جان سپرد. | کرمانشاه         | ۲۹ مهر ۱۴۰۱                | رامین کرمی فرزند پرویز ۳۱ ساله اهل سرپل ذهاب که چهارشنبه بیستم مهر در جریان اعتراضات کرمانشاه به شدت مجروح شده بود، پس از چند روز بستری بودن بر اثر شدت جراحات وارده جانش را از دست داد. مراسم خاکسپاری رامین کرمی در قبرستان کل داوود سرپل‌ذهاب برگزار شد. خبر جان باختن این شهروند روز پنج‌شنبه بیست و هشتم مهرماه پس از ۸ روز از سوی نیروهای امنیتی به خانواده وی اعلام شده است. | [ ۵۶ ]                  |
| ۳۲   | آرنیکا قائم مقامی                | ۱۷ ساله | بر اثر ضربات باتوم به کما رفت و پس از ده روز جان سپرد.                                    | تهران            | ۳۰ مهر ۱۴۰۱                | آرنیکا بر اثر ضربات متعدد باتوم و بعد از ۱۰ روز در کما بودن کشته شد. حکومت پس از مرگ او ادعا کرد که او از بالای ساختمان به پایین پرت شده است. | [ ۵۶ ] [ ۷۶ ]           |
| ۳۳   | محمد خواجوی دره بالایی           |         | اصابت گلولهٔ جنگی                                                                          | دزفول            | ۳۰ مهر ۱۴۰۱                | | [ ۵۶ ]                  |
| ۳۴   | سینا ملایری                      | ۳۸ ساله | ضربهٔ باتوم                                                                                | اراک             | ۳۰ مهر ۱۴۰۱                | ربیع‌اله قربانی، دادستان اراک، دربارهٔ سینا ملایری، که در مراسم خاکسپاری‌اش در اراک شعار «این گل پر پر شده، هدیه به میهن شده» سر داده شده بود، گفت: «شایعه کشته شدن او به هیچ وجه صحت ندارد» چرا که آزمایش‌های او «از نظر آمفتامین و متامفتامین و مورفین مثبت بوده است». جسد سینا ۳۸ ساله در کنار ساختمانی نیمه کاره در مکانی نزدیک به محل زندگی اش در اراک پیدا شد. او در کارگاه نجاری مشغول بود. | [ ۵۶ ]                  |
| ۳۵   | ساسان قربانی                     |         | اصابت گلولهٔ جنگی                                                                          | تالش             | ۳۰ مهر ۱۴۰۱                | ساسان قربانی در شامگاه ۳۰ شهریور ۱۴۰۱ و در مقابل کلانتری رضوان‌شهر در حالی که داشت به یکی از معترضان زخمی‌شده کمک می‌کرد هدف شلیک مستقیم گلوله جنگی نیروهای امنیتی و از ناحیه شکم و ران، زخمی‌شد و مأموران امنیتی به‌جای انتقالش به بیمارستان، او و برادرش (سامان) را به داخل کلانتری برده و مورد ضرب و شتم قرار دادند. سامان بر اثر خون‌ریزی شدید و جلوگیری از رسیدگی پزشکی، کشته شد. | [ ۵۶ ]                  |
| ۳۶   | نگین عبدالملکی                   | ۲۱ ساله | بر راثر ضربات باتوم به سرش ابتدا به شدت مجروح و دچار خونریزی شده و در خوابگاه جان سپرد    | همدان            | ۲۰ مهر ۱۴۰۱                | نگین دانشجوی رشته مهندسی پزشکی در دانشگاه صنعتی همدان بود که بر اثر ضربات باتوم به سر و جمجمه کشته شد. او در شهر همدان بر اثر ضربات باتوم دچار خونریزی شده و پس از بازگشت به خوابگاه دانشجویی جانش را از دست داد | [ ۵۶ ] [ ۹۶ ] [ ۹۷ ]    |
| ۳۷   | مهدی فرحانی                      | ۱۷ ساله | شکنجه                                                                                     | خرمشهر           | تاریخ دفن: ۲ آبان ۱۴۰۱     | در اعتراضات آبادان بازداشت شد و در ادامه، در آگاهی خرمشهر زیر شکنجه کشته شد. جسد مهدی فرحانی، فرزند یابر از اهالی محمره (خرمشهر) توسط نیروهای حکومتی ایران به برادر او تحویل داده شد. | [ ۵۶ ]                  |
| ۳۸   | اسماعیل مولودی                   | ۳۵ ساله | اصابت گلولهٔ جنگی                                                                          | مهاباد           | ۴ آبان ۱۴۰۱                | اسماعیل مولودی ۳۵ ساله، فرزند عبدالقادر شامگاه چهارم آبان، در جریان خیزش در مهاباد در پی شلیک مستقیم نیروهای مسلح حکومتی بر اثر اصابت گلوله جنگی جان‌باخت. آثار گلوله بر پهلوی او دیده می‌شود. در مراسم خاکسپاری او حاضران شعار «شهید نمی‌میرد» سر داده‌اند. | [ ۵۶ ]                  |
| ۳۹   | محمد شریعتی                      | ۲۱ ساله | اصابت گلولهٔ جنگی                                                                          | سنندج            | ۴ آبان ۱۴۰۱                | | [ ۵۶ ]                  |
| ۴۰   | افشین آشام                       | ۲۸ ساله | اصابت گلولهٔ جنگی                                                                          | قصر شیرین        | ۴ آبان ۱۴۰۱                | در اعتراضات شهرستان قصرشیرین افشین آشام ۲۸ ساله با شلیک مستقیم نیروهای حکومتی کشته شد. نیرهای سپاه نبی‌اکرم کرمانشاه پیکر افشین آشام را ربودند. او اهل روستای سرخک سنجابی و ساکن محله پالی‌آباد شهرستان قصرشیرین بود. | [ ۵۶ ]                  |
| ۴۱   | مائده جوانفر                     | ۲۸ ساله | اصابت گلولهٔ جنگی                                                                          | رشت              | ۴ آبان ۱۴۰۱                | پرستار در رشت | [ ۵۶ ] [ ۱۰۲ ] [ ۱۰۳ ]  |
| ۴۲   | شاهو خضری                        |         | اصابت گلولهٔ جنگی                                                                          | مهاباد           | ۵ آبان ۱۴۰۱                | | [ ۵۶ ]                  |
| ۴۳   | کبری شیخ سقا                     | ۵۵ ساله | اصابت گلولهٔ جنگی                                                                          | مهاباد           | ۵ آبان ۱۴۰۱                | | [ ۵۶ ]                  |
| ۴۴   | زانیار ابوبکری                   |         | اصابت گلولهٔ جنگی                                                                          | مهاباد           | ۵ آبان ۱۴۰۱                | | [ ۵۶ ]                  |
| ۴۵   | کیوان درویشی                     |         | اصابت گلولهٔ جنگی                                                                          | سنندج            | ۴ آبان ۱۴۰۱                | | [ ۵۶ ]                  |
| ۴۶   | امین معرفت (معروفی)              | ۱۶ ساله | اصابت گلولهٔ جنگی به ناحیه سر                                                              | اشنویه           | ۳۰ شهریور ۱۴۰۱             | | [ ۵۶ ]                  |
| ۴۷   | محمد لطف‌اللهی                    |         | اصابت گلولهٔ جنگی                                                                          | نایسر            | ۴ آبان ۱۴۰۱                | | [ ۵۶ ]                  |
| ۴۸   | مهرشاد شهیدی                     | ۱۹ ساله | اصابت گلوله جنگی                                                                          | اراک             | ۴ آبان ۱۴۰۱                | مهرشاد سرآشپز و دانشجوی هتل‌داری دانشگاه علمی-کاربردی اراک بود. وی بر اثر ضربات متعدد باتون کشته شد. | [ ۵۶ ] [ ۱۰۴ ] [ ۱۰۵ ]  |
| ۴۹   | فریدون فرجی                      | ۲۸ ساله | اصابت گلولهٔ جنگی                                                                          | بانه             | ۵ آبان ۱۴۰۱                | اهل سقز | [ ۵۶ ]                  |
| ۵۰   | فرشته احمدی                      | ۳۲ ساله | بر اثر شلیک مستقیم در مهاباد                                                              | مهاباد           | ۵ آبان ۱۴۰۱                | اهل سردشت بود که در روستای حمزه آباد، از روستاهای اطراف مهاباد، به خاک سپرده شد. تصویر گریه‌های دخترش بر سر مزار مادر واکنش‌های جهانی دربرداشت. | [ ۵۶ ] [ ۱۰۶ ]          |
| ۵۱   | مطلب سعید پیرو                   |         | اصابت گلولهٔ جنگی                                                                          | بانه             | ۵ آبان ۱۴۰۱                | | [ ۵۶ ]                  |
| ۵۲   | صدف موحدی                        | ۱۷ ساله | پس از اصابت باتوم به سرش در تهران دچار ضربه مغزی شده و جان سپرد                           | تهران            | ۲ آبان ۱۴۰۱                | | [ ۵۶ ]                  |
| ۵۳   | سارینا ساعدی                     | ۱۶ ساله | پس از اصابت باتوم به سرس در بیمارستان جان سپرد                                            | سنندج            | ۴ آبان ۱۴۰۱                | سارینا در محله نایسر سنندج بر اثر شدت ضربات متعدد باتون به سرش توسط نیروهای حکومتی، دچار خون‌ریزی مغزی شده و یک روز پس از بستری شدن، در ۵ آبان در بیمارستان توحید سنندج درگذشت. | [ ۵۶ ] [ ۱۱۱ ]          |
| ۵۴   | مسعود احمدزاده                   |         | اصابت گلولهٔ جنگی                                                                          | مهاباد           | ۶ آبان ۱۴۰۱                | | [ ۵۶ ]                  |
| ۵۵   | هادی حق‌شناس                      |         |                                                                                           | اصفهان           | ۱ آبان ۱۴۰۱                | برای نجات یک دختر توسط مأموران لباس شخصی بازداشت شده و سپس در بیمارستان الزهرای اصفهان درگذشت. | [ ۵۶ ]                  |
| ۵۶   | سیدعلی سیدی                      | ۲۵ ساله | بر اثر شلیک گلوله ساچمه ای مستقیم به سر و پهلو                                            | پرند             | ۴ آبان ۱۴۰۱                | | [ ۵۶ ]                  |
| ۵۷   | میلان حقیقی                      | ۲۱ ساله | اصابت گلولهٔ جنگی                                                                          | اشنویه           | ۳۰ شهریور ۱۴۰۱             | | [ ۵۶ ]                  |
| ۵۸   | حسین اکبرزاده                    |         |                                                                                           | تهران            | ۲۳ مهر ۱۴۰۱                | از کشته شدگان در درگیری زندان اولین | [ ۵۶ ]                  |
| ۵۹   | آیناز جواهری                     | ۱۵ ساله | اصابت گلولهٔ جنگی                                                                          | کرمانشاه         | ۱۶ مهر ۱۴۰۱                | | [ ۵۶ ]                  |
| ۶۰   | پوریا کیانی                      |         | اصابت گلولهٔ جنگی                                                                          | شوشتر            | مهر ۱۴۰۱                   | اهل ایذه | [ ۵۶ ]                  |
| ۶۱   | رضا اسماعیل‌زاده                  |         | اصابت گلولهٔ جنگی                                                                          |                  | ۲۲ مهر ۱۴۰۱                | | [ ۵۶ ]                  |
| ۶۲   | رضا خشنود هولاری                 | ۱۶ ساله |                                                                                           | ساری             | شهریور ۱۴۰۱                | | [ ۵۶ ]                  |
| ۶۳   | لینا نامور                       | ۲۱ ساله | اصابت گلولهٔ جنگی                                                                          | تهران            | مهر ۱۴۰۱                   | | [ ۵۶ ]                  |
| ۶۴   | محمد مهردادی                     |         |                                                                                           |                  | مهر ۱۴۰۱                   | اهل دزفول | [ ۵۶ ]                  |
| ۶۵   | ابوالفضل بائو                    | ۱۶ ساله | شلیک گلوله به قلب                                                                         | قائم‌شهر          | ۳۰ شهریور ۱۴۰۱             | | [ ۵۶ ]                  |
| ۶۶   | رحیم کلیج                        | ۲۷ ساله | اصابت گلولهٔ جنگی                                                                          | قائم‌شهر          | ۳۰ شهریور ۱۴۰۱             | | [ ۵۶ ]                  |
| ۶۷   | احسان خواجوی دره بالایی          | ۱۵ ساله | اصابت گلولهٔ جنگی                                                                          | دزفول            | ۱ آبان ۱۴۰۱                | | [ ۵۶ ]                  |
| ۶۸   | محسن قیصری                       | ۳۲ ساله | اصابت گلولهٔ جنگی به ناحیه سر و شکم                                                        | ایلام            | ۳۰ شهریور ۱۴۰۱             | | [ ۵۶ ]                  |
| ۶۹   | مرضیه دشمن زیاری                 |         | بر اثر ضربات باتوم در سر                                                                  | شیراز            | ۲ آبان ۱۴۰۱                | | [ ۵۶ ]                  |
| ۷۰   | میلاد جاویدپور                   |         | بر اثر شلیک گلوله مأموران امنیتی                                                          | تهران            | مهر ۱۴۰۱                   | | [ ۵۶ ]                  |
| ۷۱   | حمیدرضا مالمیر                   |         | اصابت گلولهٔ جنگی                                                                          | کرج              | ۴ آبان ۱۴۰۱                | | [ ۵۶ ]                  |
| ۷۲   | بهناز افشاری                     |         | اصابت گلولهٔ جنگی                                                                          | تهران            | ۴ آبان ۱۴۰۱                | بهناز ساکن پاکدشت و در جریان اعتراضات در دانشگاه شریعتی تهران با شلیک گلوله نیروهای امنیتی نظام جمهوری اسلامی ایران کشته شد. پیکرش پس از پنج روز، در اداره پزشکی قانونی پیدا شد. | [ ۵۶ ]                  |
| ۷۳   | محمد صارمی بیرانوند              |         | اصابت گلولهٔ جنگی                                                                          | بروجرد           | ۶ آبان ۱۴۰۱                | | [ ۵۶ ]                  |
| ۷۴   | کیوان شریف                       |         | اصابت گلولهٔ جنگی                                                                          | سنندج            | ۴ آبان ۱۴۰۱                | | [ ۵۶ ]                  |
| ۷۵   | محمود کشوری                      |         | اصابت گلولهٔ جنگی                                                                          |                  | ۷ آبان ۱۴۰۱                | اهل خرم‌آباد | [ ۵۶ ]                  |
| ۷۶   | کومار درافتاده                   | ۱۶ ساله | اصابت گلولهٔ جنگی                                                                          | پیرانشهر         | ۸ آبان ۱۴۰۱                | کومار درافتاده در پیرانشهر با شلیک مستقیم گلولهٔ جنگی از فاصله سه متری به‌شدت مجروح شده و پس از یک روز بستری‌شدن درگذشت. | [ ۵۶ ]                  |
| ۷۷   | ابراهیم میرزایی                  | ۴۲ ساله | بر اثر پرتاب گاز اشک آور توسط مأموران امنیتی                                              | سنندج            | ۴ آبان ۱۴۰۱                | | [ ۵۶ ]                  |
| ۷۸   | پریسا بهمنی                      |         | اصابت گلولهٔ جنگی مقابل ساختمان نظام پزشکی                                                 | تهران            | ۴ آبان ۱۴۰۱                | جراح عمومی اهل زنجان بود که در تجمع ۴ آبان ۱۴۰۱ پزشکان در مقابل ساختمان نظام پزشکی تهران، از سوی نیروهای امنیتی جمهوری اسلامی مورد حمله قرار گرفت. | [ ۵۶ ] [ ۱۱۴ ] [ ۱۱۵ ]  |
| ۷۹   | پویا شیدا                        | ۱۸ ساله | اصابت گلولهٔ جنگی به قلب                                                                   | ارومیه           | ۳۰ شهریور ۱۴۰۱             | | [ ۵۶ ]                  |
| ۸۰   | فرید کورآوند                     |         | در اعتصابات عسلویه بازداشت شده و زیر شکنجه کشته شد                                        | عسلویه           |                            | اهل ایذه | [ ۵۶ ]                  |
| ۸۱   | محمد کشاورز                      |         | اصابت گلولهٔ جنگی                                                                          | بروجرد           | ۶ آبان ۱۴۰۱                | | [ ۵۶ ]                  |
| ۸۲   | سامان قادرپور                    | ۳۷ ساله | در اعتراضات تهران بازدشت شده و زیر شکنجه کشته شد                                          | تهران            | ۷ آبان ۱۴۰۱                | | [ ۵۶ ]                  |
| ۸۳   | امیر (عارف) قربانپور             |         | اصابت گلولهٔ جنگی                                                                          | لشت نشا          | ۷ آبان ۱۴۰۱                | | [ ۵۶ ]                  |
| ۸۴   | رسول محمدآقا                     |         | اصابت گلولهٔ جنگی                                                                          |                  | ۷ آبان ۱۴۰۱                | اهل کردستان | [ ۵۶ ]                  |
| ۸۵   | نسیم صدقی                        | ۲۳ ساله | اصابت ساچمه به سر                                                                         | ارومیه           | ۹ آبان ۱۴۰۱                | روز ۹ آبان در ارومیه بر اثر اصابت ساچمه به سر زخمی‌شده و درگذشت. روز ۱۱ آبان به خاک سپرده شد. | [ ۵۶ ] [ ۱۱۶ ]          |
| ۸۶   | مؤمن زند کریمی                   | ۱۸ ساله | اصابت گلولهٔ جنگی                                                                          | سنندج            | ۱۱ آبان ۱۴۰۱               | | [ ۵۶ ]                  |
| ۸۷   | ناهید مصطفی‌پور                   |         | در تهران بازداشت شده و پس از ۹ روز جسد او تحویل داده شد                                   | تهران            | تاریخ تدفین: ۹ آبان ۱۴۰۱   | اهل یاسوج | [ ۵۶ ]                  |
| ۸۸   | مختار احمدی                      |         |                                                                                           | مریوان           | ۸ مهر ۱۴۰۱                 | | [ ۵۶ ]                  |
| ۸۹   | کنعان آقایی                      | ۱۹ ساله | اصابت گلولهٔ جنگی                                                                          | کرج              | ۳۱ شهریور ۱۴۰۱             | | [ ۵۶ ]                  |
| ۹۰   | غزاله چلابی                      | ۳۳ ساله | اصابت گلولهٔ جنگی به پیشانی                                                                | آمل              | ۳۰ شهریور ۱۴۰۱             | کوهنورد و ورزشکار و همچنین انش‌آموختهٔ مدیریت امور بانکی و حسابدار بود که در حال فیلم‌گرفتن، با شلیک شلیک مستقیم مأمور سپاهی از یک اسلحه اسنایپ به مردم معترض از داخل فرمانداری آمل، سر وی مورد اصابت گلوله کالیبر بالا قرار گرفت و کشته شد. | [ ۵۶ ] [ ۱۱۷ ]          |
| ۹۱   | پویا رجب نیا                     | ۲۴ ساله | اصابت گلولهٔ جنگی                                                                          |                  | ۹ مهر ۱۴۰۱                 | | [ ۵۶ ]                  |
| ۹۲   | احسان خان محمدی                  |         | اصابت گلولهٔ جنگی                                                                          | تهران            | ۹ مهر ۱۴۰۱                 | | [ ۵۶ ]                  |
| ۹۳   | مرتضی سلطان‌نیا                   | ۵۵ ساله | اصابت گلولهٔ جنگی                                                                          |                  | مهر ۱۴۰۱                   | اهل اصفهان | [ ۵۶ ]                  |
| ۹۴   | محمدرضا سروری                    | ۱۴ ساله | اصابت گلولهٔ جنگی                                                                          | تهران            | شهریور ۱۴۰۱                | | [ ۵۶ ] [ ۱۱۸ ]          |
| ۹۵   | نادیا عارفانی                    | ۲۳ ساله | اصابت گلولهٔ جنگی                                                                          | فردیس            | ۱۷ مهر ۱۴۰۱                | روز ۱۶ مهر مجروح شده و ۱۷ مهر درگذشت. | [ ۵۶ ]                  |
| ۹۶   | رضا بنیادی                       |         | اصابت گلولهٔ جنگی                                                                          |                  | مهر ۱۴۰۱                   | اهل الیگودرز | [ ۵۶ ]                  |
| ۹۷   | ایمان بهزادپور اهل               |         | اصابت گلولهٔ جنگی                                                                          | سنندج            | ۲۸ شهریور ۱۴۰۱             | | [ ۵۶ ]                  |
| ۹۸   | فرزین فرخی                       |         | اصابت گلولهٔ جنگی                                                                          | سقز              | مهر ۱۴۰۱                   | | [ ۵۶ ]                  |
| ۹۹   | الهه سعیدی                       |         | اصابت گلولهٔ جنگی                                                                          | سقز              | مهر ۱۴۰۱                   | | [ ۵۶ ]                  |
| ۱۰۰  | ستاره تاجیک                      | ۱۷ ساله | اصابت گلولهٔ جنگی                                                                          |                  | ۳۱ شهریور ۱۴۰۱             | در گواهی رسمی دفن ستاره تاجیک صادر شده توسط پزشکی قانونی که توسط عفو بین‌الملل بررسی شده، آمده است که مرگ وی ناشی از «صدمات متعدد ناشی از برخورد با جسم سخت» بوده است. | [ ۵۶ ]                  |
| ۱۰۱  | مهدی عسگری                       | ۱۸ ساله | اصابت گلولهٔ جنگی                                                                          | گرمسار           | ۳۰ شهریور ۱۴۰۱             | | [ ۵۶ ]                  |
| ۱۰۲  | پریسا عسگری                      | ۲۰ ساله | اصابت گلولهٔ جنگی                                                                          | تهران            | مهر ۱۴۰۱                   | دانشجوی دانشگاه تهران اهل الیگودرز | [ ۵۶ ]                  |
| ۱۰۳  | محمد مام صالح                    |         | اصابت گلولهٔ جنگی                                                                          | سردشت            | ۳۰ شهریور ۱۴۰۱             | اهل سردشت | [ ۵۶ ]                  |
| ۱۰۴  | سپهر شریفی طرقبه                 | ۲۰ ساله | اصابت گلولهٔ جنگی                                                                          | کرج              | ۱۶ مهر ۱۴۰۱                | | [ ۵۶ ]                  |
| ۱۰۵  | شیرین علیزاده                    | ۳۵ ساله | اصابت گلولهٔ جنگی                                                                          | اصفهان           | ۳۱ شهریور                  | اهل اصفهان بود که در ماشین در خیابان در حال فیلم‌برداری از اعتراضات بود که توسط شلیک نیروهای نظامی به قتل رسید. | [ ۵۶ ] [ ۱۲۰ ]          |
| ۱۰۶  | دیاکو مهرنوایی                   | ۳۲ ساله | اصابت گلولهٔ جنگی                                                                          |                  | ۲۹ شهریور ۱۴۰۱             | اهل بوکان | [ ۵۶ ]                  |
| ۱۰۷  | میثم مقدسی                       |         | بر اثر زیر گرفته شدن با ماشین مأموران بسیجی                                               | تهران            | مهر ۱۴۰۱                   | | [ ۵۶ ]                  |
| ۱۰۸  | حمیدسعید مظفری                   |         | بر اثر آتش‌سوزی در زندان اوین                                                              | تهران            | ۲۳ مهر ۱۴۰۱                | اهل تهران | [ ۵۶ ]                  |
| ۱۰۹  | سیدفرهاد حسینی                   |         | بر اثر شلیک در درگیری زندان اوین                                                          | تهران            | ۲۳ مهر ۱۴۰۱                | اهل تهران | [ ۵۶ ]                  |
| ۱۱۰  | عزت‌الله شهبازی                   |         | بر اثر درگیری در اوین                                                                     |                  | ۳۰ مهر ۱۴۰۱                | | [ ۵۶ ]                  |
| ۱۱۱  | کامران شهبازی                    |         | اصابت گلولهٔ جنگی                                                                          | تهران            | ۱۶ مهر ۱۴۰۱                | | [ ۵۶ ]                  |
| ۱۱۲  | محسن محمدی                       | ۳۵ ساله | اصابت گلولهٔ جنگی                                                                          | دیواندره         | ۲۸ شهریور ۱۴۰۱             | | [ ۵۶ ]                  |
| ۱۱۳  | متین عبدالله‌پور                  |         | اصابت گلولهٔ جنگی                                                                          | ارومیه           | ۳۰ شهریور ۱۴۰۱             | | [ ۵۶ ]                  |
| ۱۱۴  | جعفر قربانی                      |         | اصابت گلولهٔ جنگی                                                                          | کامیاران         | ۹ آبان ۱۴۰۱                | برادر زندانی سیاسی اعدام شده حیدر قربانی | [ ۵۶ ]                  |
| ۱۱۵  | دیانا محمودی                     | ۷ ساله  | اصابت گلولهٔ جنگی                                                                          | پیرانشهر         | ۷ آبان ۱۴۰۱                | | [ ۵۶ ]                  |
| ۱۱۶  | فرزانه کاظمی                     |         | بر اثر ضربات باتوم به سر                                                                  | قزوین            | ۲۰ مهر ۱۴۰۱                | | [ ۵۶ ]                  |
| ۱۱۷  | رسول حدادی                       |         | اصابت گلولهٔ جنگی                                                                          | زنجان            | ۴ آبان ۱۴۰۱                | | [ ۵۶ ]                  |
| ۱۱۸  | امیرمهدی ملک محمدی               | ۱۷ ساله | اصابت گلولهٔ جنگی                                                                          | تهران            | ۳۰ شهریور ۱۴۰۱             | | [ ۵۶ ]                  |
| ۱۱۹  | علی بساکی                        |         | بر اثر شلیک در درگیری زندان اوین                                                          | تهران            | ۲۳ مهر ۱۴۰۱                | اهل الیگودرز | [ ۵۶ ]                  |
| ۱۲۰  | عرفان زمانی                      | ۲۰ ساله | اصابت گلولهٔ جنگی                                                                          | لاهیجان          | ۱۲ آبان ۱۴۰۱               | | [ ۵۶ ] [ ۱۲۱ ] [ ۱۲۲ ]  |
| ۱۲۱  | امیرحسین رومیانی نظری            | ۲۶ ساله | اصابت گلولهٔ جنگی                                                                          | تهران            | ۴ آبان ۱۴۰۱                | دانشجوی دانشگاه تهران و بازیکن سابق تیم ملی اهل خرم‌آباد | [ ۵۶ ]                  |
| ۱۲۲  | محمد انوش نیا                    |         | در درگیری زندان لاکان رشت کشته شد                                                         | رشت              | ۱۷ مهر ۱۴۰۱                | اهل رشت | [ ۵۶ ]                  |
| ۱۲۳  | نیما نوری                        | ۱۷ ساله | اصابت گلولهٔ جنگی                                                                          | کرج              | ۱۲ آبان ۱۴۰۱               | | [ ۵۶ ] [ ۱۲۳ ]          |
| ۱۲۴  | عبدالله محمودپور                 | ۲۱ ساله | اصابت گلولهٔ جنگی                                                                          | ارومیه           | ۳۰ شهریور ۱۴۰۱             | | [ ۵۶ ]                  |
| ۱۲۵  | اسماعیل حیدری                    |         | اصابت گلولهٔ جنگی                                                                          | اردبیل           | ۳۱ شهریور ۱۴۰۱             | | [ ۵۶ ]                  |
| ۱۲۶  | پرستو مرادخانی                   | ۲۰ ساله | اصابت گلولهٔ جنگی                                                                          | کرج              | ۱۲ آبان ۱۴۰۱               | | [ ۵۶ ]                  |
| ۱۲۷  | نسرین قادری                      |         | بر اثر ضربات متعدد باتوم در سرش به کما رفته و در یکی از بیمارستانهای تهران درگذشت         | تهران            | ۱۴ آبان ۱۴۰۱               | اهل مریوان | [ ۵۶ ] [ ۱۲۴ ]          |
| ۱۲۸  | علی فاضلی                        |         | اصابت گلولهٔ جنگی                                                                          | آمل              | ۶ آبان ۱۴۰۱                | | [ ۵۶ ]                  |
| ۱۲۹  | مهران شکاری                      | ۲۲ ساله | اصابت گلولهٔ جنگی                                                                          | کرج              | ۱۲ آبان ۱۴۰۱               | اهل میاندوآب | [ ۵۶ ]                  |
| ۱۳۰  | محمد قائمی فرد                   | ۱۷ ساله | اصابت گلولهٔ جنگی                                                                          | دزفول            | ۱۵ آبان                    | محمد روز ۳۰ مهر ماه در تجمعات دزفول از ناحیه سر مورد اصابت گلوله قرار گرفت و پس از ۱۵ روز که در کما به سر می‌برد، درگذشت. قائمی دروازه‌بان تیم فوتبال امین دزفول بود. پیکر او ساعت ۵ روز ۱۶ مهر در شهر دزفول به خاک سپرده شد. | [ ۵۶ ]                  |
| ۱۳۱  | محمدحسین سالاری                  |         | اصابت گلولهٔ جنگی                                                                          | ماهشهر           | ۱۵ آبان ۱۴۰۱               | | [ ۵۶ ]                  |
| ۱۳۲  | علی روزبهانی                     | ۲۸ ساله | اصابت گلولهٔ جنگی                                                                          |                  | ۴ آبان ۱۴۰۱                | | [ ۵۶ ]                  |
| ۱۳۳  | محمدامین حشمتیان                 |         |                                                                                           | کرج              | ۱۲ آبان ۱۴۰۱               | اهل کرمانشاه | [ ۵۶ ]                  |
| ۱۳۴  | مهدی حضرتی                       | ۱۷ ساله | اصابت گلوله جنگی                                                                          | کرج              | ۱۲ آبان                    | | [ ۵۶ ]                  |
| ۱۳۵  | حنانه کیا                        | ۲۲ ساله | اصابت گلولهٔ جنگی                                                                          | نوشهر            | ۳۰ شهریور ۱۴۰۱             | | [ ۵۶ ] [ ۱۲۶ ]          |
| ۱۳۶  | محمدرضا سروری                    | ۱۳ ساله | اصابت گلولهٔ جنگی                                                                          |                  | ۱۲ آبان ۱۴۰۱               | در ۲۱ شهریور در شهر ری تهران و در جریان خیزش ۱۴۰۱ ایران با شلیک گلوله به‌دست نیروهای امنیتی کشته شد. علت مرگ این نوجوان اصابت جسم پرتابه‌ای پرشتاب (گلوله)، خون‌ریزی و له‌شدگی مغز عنوان شده است. | [ ۵۶ ]                  |
| ۱۳۷  | محمدحسین فرجی                    | ۱۷ ساله | اصابت گلولهٔ جنگی                                                                          |                  | ۱۰ آبان ۱۴۰۱               | | [ ۵۶ ]                  |
| ۱۳۸  | محمدرضا بالی لاشک                |         | بر اثر استنشاق گاز اشک‌ور مأموران امنیتی                                                   | نوشهر            | ۱۲ آبان ۱۴۰۱               | | [ ۵۶ ]                  |
| ۱۳۹  | مهدی زاهدی                       |         | اصابت گلولهٔ جنگی                                                                          | ارومیه           | ۳۰ شهریور ۱۴۰۱             | | [ ۵۶ ]                  |
| ۱۴۰  | رضا ساعد                         |         | اصابت گلولهٔ جنگی                                                                          | تهران            | ۱۲ مهر ۱۴۰۱                | | [ ۵۶ ]                  |
| ۱۴۱  | مژگان کدخدایی                    |         | اصابت گلولهٔ جنگی                                                                          | تهران            | ۱۴ آبان ۱۴۰۱               | اهل بلوچستان | [ ۵۶ ]                  |
| ۱۴۲  | عباس لویمی                       | ۲۲ ساله | توسط مأموران امنیتی تعقیب و با خودرو زیر گرفته شد                                         |                  | ۱۴ آبان ۱۴۰۱               | اهل اهواز | [ ۵۶ ]                  |
| ۱۴۳  | محمدرضا فردوسی                   | ۲۴ ساله | خودسوزی در مقابل مسجد جامع قرچک                                                           | ورامین           | ۱۴ آبان ۱۴۰۱               | بر اثر خودسوزی در روز شنبه ۱۴ آبان در مقابل مسجد جامع قرچک پس از دو روز به دلیل شدت جراحات درگذشت. | [ ۵۶ ]                  |
| ۱۴۴  | فائق مام قادری                   | ۳۵ ساله | اصابت گلولهٔ جنگی                                                                          |                  | ۱۸ آبان ۱۴۰۱               | وی مدت یک ماه در کما بود و سپس درگذشت. | [ ۵۶ ]                  |
| ۱۴۵  | کمیل امیرخانلو                   |         |                                                                                           | کرج              | ۱۷ آبان ۱۴۰۱               | اهل گلوگاه | [ ۵۶ ]                  |
| ۱۴۶  | یاسین جمالزاده                   |         | اصابت گلولهٔ جنگی                                                                          | رضوانشهر         | ۳۰ شهریور ۱۴۰۱             | | [ ۵۶ ]                  |
| ۱۴۷  | سپهر بیرانوند (سام)              |         | اصابت گلولهٔ جنگی                                                                          |                  | ۱۸ آبان ۱۴۰۱               | | [ ۵۶ ] [ ۱۳۰ ]          |
| ۱۴۸  | سجاد جعفری                       |         | اصابت گلولهٔ جنگی                                                                          |                  | ۱۶ مهر ۱۴۰۱                | اهل شیراز | [ ۵۶ ]                  |
| ۱۴۹  | مرتضی شیرمحمدی                   |         | اصابت گلولهٔ جنگی                                                                          |                  | ۱۱ آبان ۱۴۰۱               | اهل شاهین دژ | [ ۵۶ ]                  |
| ۱۵۰  | میلاد استادهاشم                  |         | اصابت گلولهٔ جنگی                                                                          |                  | ۲۸ شهریور ۱۴۰۱             | اهل تهران | [ ۵۶ ]                  |
| ۱۵۱  | سمیه محمودی نژاد                 |         | اصابت گلولهٔ جنگی                                                                          |                  | ۱۶ مهر ۱۴۰۱                | اهل کرمان | [ ۵۶ ]                  |
| ۱۵۲  | میلاد خاوری                      |         | اصابت گلولهٔ جنگی                                                                          |                  | ۱۱ آبان ۱۴۰۱               | اهل بندرعباس | [ ۵۶ ]                  |
| ۱۵۳  | مهدیس حسینی                      |         | اصابت گلولهٔ جنگی                                                                          |                  | ۱۲ آبان ۱۴۰۱               | اهل آمل | [ ۵۶ ]                  |
| ۱۵۴  | علیرضا کریمی                     | ۲۰ ساله | بر اثر ضربات متعدد باتوم دچار خونریزی مغزی شد                                             |                  | ۱۸ آبان ۱۴۰۱               | دانشجوی دانشگاه اراک و اهل اسلام‌آباد غرب | [ ۵۶ ]                  |
| ۱۵۵  | متین نصری                        | ۱۹ ساله | سرباز وظیفه به دلیل امتناع از سرکوب مردم به طرز مشکوکی درگذشت                             |                  | ۱۸ آبان ۱۴۰۱               | | [ ۵۶ ]                  |
| ۱۵۶  | سینا فیروزآبادی                  |         | اصابت گلولهٔ جنگی                                                                          |                  | ۱۶ آبان ۱۴۰۱               | اهل شیراز | [ ۵۶ ]                  |
| ۱۵۷  | مهراب نجفی                       | ۳۲ ساله | اصابت گلولهٔ جنگی                                                                          | زرین‌شهر          | ۳۰ شهریور ۱۴۰۱             | | [ ۵۶ ]                  |
| ۱۵۸  | ___                              |         | اصابت گلولهٔ جنگی                                                                          | شیراز            | ۱۴ آبان ۱۴۰۱               | | [ ۵۶ ]                  |
| ۱۵۹  | ماریا غواصیه                     |         | اصابت گلولهٔ جنگی                                                                          | شیراز            | ۱۴ آبان ۱۴۰۱               | | [ ۵۶ ]                  |
| ۱۶۰  | آرش پهلوان                       | ۲۷ ساله | اصابت گلولهٔ جنگی به سر                                                                    | مشهد             |                            | | [ ۵۶ ]                  |
| ۱۶۱  | فریدون احمدی                     |         | اصابت گلولهٔ جنگی                                                                          |                  | ۳۰ شهریور ۱۴۰۱             | | [ ۵۶ ]                  |
| ۱۶۲  | محسن مال میر                     | ۲۶ ساله | اصابت گلولهٔ جنگی به ناحیه قلب                                                             | نوشهر            | ۳۰ شهریور ۱۴۰۱             | | [ ۵۶ ]                  |
| ۱۶۳  | علی مظفری                        | ۱۷ ساله | اصابت گلولهٔ جنگی                                                                          | قوچان            | ۳۰ شهریور ۱۴۰۱             | والیبالیست تیم سایپا | [ ۵۶ ]                  |
| ۱۶۴  | امیرعلی فولادی                   | ۱۶ ساله | اصابت گلولهٔ جنگی                                                                          | اسلام‌آباد غرب    |                            | | [ ۵۶ ]                  |
| ۱۶۵  | محمدجواد فرمانی                  | ۲۴ ساله |                                                                                           | شهر ری           |                            | | [ ۵۶ ]                  |
| ۱۶۶  | ایمان محمدی                      | ۳۳ ساله | اصابت گلولهٔ جنگی                                                                          | اسلام‌آباد غرب    | ۳۰ شهریور ۱۴۰۱             | | [ ۵۶ ]                  |
| ۱۶۷  | بهنام لایق‌پور                    | ۳۶ ساله |                                                                                           | رشت              | ۳۰ شهریور ۱۴۰۱             | | [ ۵۶ ]                  |
| ۱۶۸  | سعید محمدی                       | ۲۱ ساله | اصابت گلولهٔ جنگی                                                                          | اسلام‌آباد غرب    | ۳۰ شهریور ۱۴۰۱             | | [ ۵۶ ]                  |
| ۱۶۹  | سیدمهدی موسوی                    | ۱۵ ساله | اصابت گلولهٔ جنگی                                                                          | زنجان            | ۳۱ شهریور ۱۴۰۱             | مهدی موسوی فرزند اسماعیل بر اثر اصابت پنج گلوله و ضربات متعدد باتون به سر و بدنش در خیایان صفا مقابل کارخانه کبریت کشته شد. بامداد روز پنج‌شنبه ۱ مهر پیکیر مهدی موسوی با فشار نهادهای امنیتی تحویل خانواده او نشد. مأموران فقط اجازه دادند تا خانواده او تنها در مراسم دفن حضور داشته باشند. او در بخش بیوگرافی صفحه اینستاگرامش نوشته بود: «و روزی به پایان می‌رسیم.» | [ ۵۶ ]                  |
| ۱۷۰  | روزبه خادمی                      | ۲۲ ساله | اصابت گلولهٔ جنگی                                                                          | فردیس            | ۳۱ شهریور ۱۴۰۱             | | [ ۵۶ ]                  |
| ۱۷۱  | امیر نوروزی                      | ۱۶ ساله | اصابت گلولهٔ جنگی                                                                          | بندر انزلی       | ۳۱ شهریور ۱۴۰۱             | بر سر خاک او مردم شعار «این گل پرپرشده هدیه به میهن شده» سر دادند. | [ ۵۶ ]                  |
| ۱۷۲  | مهدی لیلازی                      |         | اصابت گلولهٔ جنگی                                                                          | کرج              | ۳۱ شهریور ۱۴۰۱             | | [ ۵۶ ]                  |
| ۱۷۳  | مهرداد بهنام اصل                 |         | اصابت گلولهٔ جنگی                                                                          | دهدشت            | ۳۱ شهریور ۱۴۰۱             | | [ ۵۶ ]                  |
| ۱۷۴  | پدرام آذرنوش                     | ۱۶ ساله | اصابت گلولهٔ جنگی                                                                          | دهدشت            | ۳۱ شهریور ۱۴۰۱             | | [ ۵۶ ]                  |
| ۱۷۵  | مازیار سلیمانیان                 |         | اصابت گلولهٔ جنگی                                                                          | رشت              | ۳۱ شهریور ۱۴۰۱             | | [ ۵۶ ]                  |
| ۱۷۶  | رضا لطفی                         |         | اصابت گلولهٔ جنگی                                                                          | دهگلان           | ۲۸ شهریور ۱۴۰۱             | | [ ۵۶ ]                  |
| ۱۷۷  | هدیه نعیمانی                     | ۲۵ ساله | اصابت گلولهٔ جنگی                                                                          | نوشهر            | ۱ مهر ۱۴۰۱                 | در بیمارستان بهشتی بر اثر شدت جراحات درگذشت. | [ ۵۶ ]                  |
| ۱۷۸  | عرفان رضایی                      | ۲۱ ساله | اصابت گلولهٔ جنگی                                                                          | آمل              | ۳۰ شهریور ۱۴۰۱             | | [ ۵۶ ]                  |
| ۱۷۹  | ابوالفضل مهدی پور روشن           | ۱۸ ساله | اصابت گلولهٔ جنگی به پشت سر                                                                | قائم‌شهر          | ۳۰ شهریور ۱۴۰۱             | کشته‌شده در قائم‌شهر، ایران | [ ۵۶ ]                  |
| ۱۸۰  | امیرحسین شمس                     | ۲۰ ساله | اصابت گلولهٔ جنگی                                                                          | نوشهر            | ۳۰ شهریور ۱۴۰۱             | | [ ۵۶ ]                  |
| ۱۸۱  | مهرداد قربانی                    | ۱۸ ساله | اصابت گلولهٔ جنگی                                                                          | زنجان            | ۳۰ شهریور ۱۴۰۱             | | [ ۵۶ ]                  |
| ۱۸۲  | سعید ایرانمنش                    |         | اصابت گلولهٔ جنگی                                                                          | کرمان            |                            | | [ ۵۶ ]                  |
| ۱۸۳  | ابوالفضل اکبری دوست              |         | اصابت گلولهٔ جنگی                                                                          | لنگرود           |                            | | [ ۵۶ ]                  |
| ۱۸۴  | عرفان خزایی                      | ۳۰ ساله | اصابت گلولهٔ جنگی                                                                          | شهریار           | ۳۰ شهریور ۱۴۰۱             | | [ ۵۶ ]                  |
| ۱۸۵  | مهدی ببرنژاد                     |         | اصابت گلولهٔ جنگی                                                                          | قوچان            |                            | | [ ۵۶ ]                  |
| ۱۸۶  | روشنا احمدی                      | ۱۹ ساله | ضربات باتوم                                                                               | بوکان            |                            | | [ ۵۶ ]                  |
| ۱۸۷  | زکریا خیال                       | ۱۶ ساله | اصابت گلولهٔ جنگی                                                                          | پیرانشهر         | ۲۹ شهریور                  | | [ ۵۶ ]                  |
| ۱۸۸  | حدیث نجفی                        | ۲۳ ساله | اصابت گلولهٔ جنگی                                                                          | کرج              |                            | | [ ۵۶ ] [ ۱۳۳ ]          |
| ۱۸۹  | رضا شهپرنیا                      |         | اصابت گلولهٔ جنگی                                                                          | کرمانشاه         |                            | | [ ۵۶ ]                  |
| ۱۹۰  | محمدرضا اسکندری                  | ۲۳ ساله | اصابت گلولهٔ جنگی                                                                          | پاکدشت           | ۳۰ شهریور ۱۴۰۱             | | [ ۵۶ ]                  |
| ۱۹۱  | پارسا رضادوست                    | ۱۷ ساله | اصابت گلولهٔ جنگی                                                                          | هشتگرد           | ۱ مهر ۱۴۰۱                 | | [ ۵۶ ]                  |
| ۱۹۲  | محمد فلاح                        | ۳۵ ساله | اصابت گلولهٔ جنگی                                                                          | آمل              | ۳۰ شهریور ۱۴۰۱             | | [ ۵۶ ]                  |
| ۱۹۳  | محمدحسن ترکمان                   |         | اصابت گلولهٔ جنگی                                                                          | بابل             |                            | | [ ۵۶ ] [ ۱۳۴ ] [ ۱۳۵ ]  |
| ۱۹۴  | جواد حیدری                       | ۴۰ ساله | اصابت گلولهٔ جنگی                                                                          | قزوین            | ۳۱ شهریور ۱۴۰۱             | | [ ۵۶ ]                  |
| ۱۹۵  | محمد حسین‌خواه                    |         | اصابت گلولهٔ جنگی                                                                          |                  | ۳۱ شهریور ۱۴۰۱             | | [ ۵۶ ]                  |
| ۱۹۶  | مهرداد عوض‌پور                    |         | اصابت گلولهٔ جنگی                                                                          | نوشهر            | ۳۱ شهریور ۱۴۰۱             | | [ ۵۶ ]                  |
| ۱۹۷  | محمدرسول مومنی‌زاده               |         | اصابت گلولهٔ جنگی                                                                          | رشت              | ۳۱ شهریور ۱۴۰۱             | وی هنگام دفاع از یک زن هدف گلوله قرار گرفت. | [ ۵۶ ]                  |
| ۱۹۸  | فرزین لطفی                       |         | اصابت گلولهٔ جنگی                                                                          | رضوانشهر         | ۲۹ شهریور ۱۴۰۱             | | [ ۵۶ ]                  |
| ۱۹۹  | محسن پازوکی                      | ۲۲ ساله | اصابت گلولهٔ جنگی                                                                          | پاکدشت           | ۳۰ شهریور ۱۴۰۱             | غواص و تکاور نیروی دریایی | [ ۵۶ ]                  |
| ۲۰۰  | حسین علی‌کیا                      | ۲۳ ساله | اصابت گلولهٔ جنگی                                                                          | نوشهر            | ۳۰ شهریور ۱۴۰۱             | | [ ۵۶ ]                  |
| ۲۰۱  | عبدالسلام گلوانی                 | ۳۲ ساله | اصابت گلولهٔ جنگی                                                                          | اشنویه           | ۴ مهر ۱۴۰۱                 | براثر شدت جراحات در بیمارستان در ارومیه به درگذشت. | [ ۵۶ ]                  |
| ۲۰۲  | سیدسینا موسوی                    | ۳۴ ساله | اصابت گلولهٔ جنگی                                                                          | آمل              | ۳۰ شهریور ۱۴۰۱             | | [ ۵۶ ]                  |
| ۲۰۳  | فردین بختیاری                    |         | اصابت گلولهٔ جنگی                                                                          | سنندج            | ۳۰ شهریور ۱۴۰۱             | | [ ۵۶ ]                  |
| ۲۰۴  | محمد جامه بزرگ                   |         | اصابت گلولهٔ جنگی                                                                          | کرج              | ۳ مهر ۱۴۰۱                 | | [ ۵۶ ]                  |
| ۲۰۵  | صمد برگی‌نیا                      |         | اصابت گلولهٔ جنگی                                                                          | پیرانشهر         | ۶ مهر ۱۴۰۱                 | بر اثر شدت جراحات در بیمارستانی در ارومیه درگذشت. | [ ۵۶ ]                  |
| ۲۰۶  | سارینا اسماعیل‌زاده               | ۱۶ ساله | اصابت گلولهٔ جنگی                                                                          | مهرشهر           | ۱ مهر ۱۴۰۱                 | | [ ۵۶ ]                  |
| ۲۰۷  | ساسان باقری                      |         | اصابت گلولهٔ جنگی                                                                          | رضوانشهر         | ۲۹ شهریور ۱۴۰۱             | | [ ۵۶ ]                  |
| ۲۰۸  | علیرضا فتحی                      | ۲۲ ساله | اصابت گلولهٔ جنگی                                                                          | قزوین            | ۳۰ شهریور ۱۴۰۱             | اهل شهرستان سنقر کلیایی | [ ۵۶ ]                  |
| ۲۰۹  | میلاد زارع                       | ۲۵ ساله | اصابت گلولهٔ جنگی به پشت سر                                                                | بابل             | ۲۹ شهریور ۱۴۰۱             | کشته‌شده در بابل، ایران | [ ۵۶ ]                  |
| ۲۱۰  | سیدعباس میرموسی                  | ۲۸ ساله | اصابت گلولهٔ جنگی                                                                          | لنگرود           | ۳۰ شهریور ۱۴۰۱             | | [ ۵۶ ]                  |
| ۲۱۱  | مهسا موگویی                      | ۱۸ ساله | اصابت گلولهٔ ساچمه‌ای                                                                       | فولادشهر         | ۳۱ شهریور ۱۴۰۱             | | [ ۵۶ ] [ ۱۳۶ ] [ ۱۳۷ ]  |
| ۲۱۲  | محسن موسوی                       | ۳۰ ساله | بر اثر ضربه باتوم مأموران امنیتی                                                          | تهران            | ۱۶ مهر ۱۴۰۱                | کشته‌شده در محدوده بازار تهران | [ ۵۶ ]                  |
| ۲۱۳  | ابوالفضل آدینه‌زاده               | ۱۶ ساله | اصابت گلولهٔ ساچمه‌ای                                                                       | مشهد             | ۱۶ مهر ۱۴۰۱                | مقابل دانشگاه فردوسی مشهد با تیر ساچمه‌ای کشته شد. | [ ۵۶ ]                  |
| ۲۱۴  | محمدجواد زمانی                   | ۱۶ ساله | اصابت گلولهٔ جنگی                                                                          | تهران، سلطان‌آباد |                            | | [ ۵۶ ]                  |
| ۲۱۵  | عرفان نظربیگی                    |         | اصابت گلولهٔ جنگی                                                                          | تهران            | ۷ مهر ۱۴۰۱                 | | [ ۵۶ ]                  |
| ۲۱۶  | علیرضا حسینی                     | ۲۶ ساله | اصابت گلولهٔ جنگی                                                                          |                  | ۱ مهر ۱۴۰۱                 | | [ ۵۶ ]                  |
| ۲۱۷  | جواد خوانساری                    | ۳۶ ساله | بر اثر آسیب ریوی از گاز اشک‌آور                                                            | تهران            | ۱ مهر ۱۴۰۱                 | | [ ۵۶ ]                  |
| ۲۱۸  | حمید فولادوند                    |         |                                                                                           | پاکدشت           | ۱ مهر ۱۴۰۱                 | مزار وی در گلستان ده امام است. | [ ۵۶ ]                  |
| ۲۱۹  | یاسر جعفری                       |         | اصابت گلولهٔ جنگی                                                                          | ایلام            | ۳۱ شهریور ۱۴۰۱             | | [ ۵۶ ]                  |
| ۲۲۰  | فرجاد درویشی                     | ۲۳ ساله | اصابت گلولهٔ جنگی                                                                          | ارومیه           | ۳۰ شهریور ۱۴۰۱             | | [ ۵۶ ]                  |
| ۲۲۱  | امیرحسین مهدوی                   | ۲۳ ساله | بر اثر ضربات باتوم و قنداق تفنگ به سر                                                     | رشت              | ۳۰ شهریور ۱۴۰۱             | | [ ۵۶ ]                  |
| ۲۲۲  | احسان علیبازی                    | ۱۶ ساله | اصابت گلولهٔ جنگی                                                                          | شهر قدس          | ۱ مهر ۱۴۰۱                 | وی را با ۱۲ گلوله کشته‌اند. در آرامستان شهرک ولیعصر در برده استان ایلام دفن شده است. | [ ۵۶ ]                  |
| ۲۲۳  | مرتضی نوروزی                     | ۲۲ ساله | اصابت گلولهٔ جنگی                                                                          | لنگرود           | ۳۰ شهریور ۱۴۰۱             | | [ ۵۶ ]                  |
| ۲۲۴  | حسین مروتی                       |         | اصابت گلولهٔ جنگی                                                                          | قرچک             | ۱ مهر ۱۴۰۱                 | شلیک ۳ گلوله به قلب و کلیه | [ ۵۶ ]                  |
| ۲۲۵  | پویا (علی) احمدپور پسیخانی       | ۱۷ ساله | بر اثر ضربه باتوم مأموران امنیتی                                                          | رشت              | ۱ مهر ۱۴۰۱                 | وی ابتدا به کما رفت و پس از چند روز کما درگذشت. | [ ۵۶ ]                  |
| ۲۲۶  | سیاوش محمودی                     | ۱۶ ساله | اصابت گلولهٔ جنگی                                                                          | تهران            | ۳۰ شهریور ۱۴۰۱             | مادرش در یک کلیپ اقدام به افشاگری کرد. | [ ۵۶ ]                  |
| ۲۲۷  | نیکا شاکرمی                      | ۱۷ ساله | شکنجه و تجاوز                                                                             | تهران            |                            | روز ۲۹ شهریور در تهران بلوار کشاورز مفقود شده و روز ۸ مهر پیکر او در حالی که صورتش متلاشی شده، بینی‌اش له شده، جمجمه‌اش شکسته، و شکمش شکاف خورده و بخیه شده بود در کهریزک پیدا شد. | [ ۵۶ ] [ ۱۳۸ ]          |
| ۲۲۸  | محسن محمدی کوچکسرایی             | ۳۷ ساله | اصابت گلولهٔ جنگی                                                                          | قائمشهر          | ۳۰ شهریور ۱۴۰۱             | مزار وی در امازاده صالح کوچکسرا است. | [ ۵۶ ]                  |
| ۲۲۹  | امیرمهدی فرخی‌پور                 | ۱۷ ساله | اصابت گلولهٔ جنگی                                                                          | تهران            | ۶ مهر ۱۴۰۱                 | به خانواده اش گفته شده بود اگر رسانه‌ای کنید پیکر فرزندتان را تحویل نمی‌دهیم! | [ ۵۶ ]                  |
| ۲۳۰  | محراب دولت‌پناه                   |         | اصابت گلولهٔ جنگی                                                                          | تالش             | ۲ مهر ۱۴۰۱                 | اهل زاهدان. با شلیک مأموران امنیتی به سرش، ۷ روز در کما بود و روز ۹ مهر درگذشت. جسد او با اخاذی ۱۵۰ میلیون تومان پول از سوی حکومت به خانواده‌اش تحویل داده شد. | [ ۵۶ ]                  |
| ۲۳۱  | فؤاد قدیمی                       | ۴۰ ساله | اصابت گلولهٔ جنگی                                                                          | دیواندره         | ۳۰ شهریور ۱۴۰۱             | | [ ۵۶ ]                  |
| ۲۳۲  | محمد زارعی                       | ۲۲ ساله | اصابت گلولهٔ جنگی                                                                          | لاهیجان          | ۳۰ شهریور ۱۴۰۱             | اهل سنقر و کلیایی | [ ۵۶ ]                  |
| ۲۳۳  | امیررضا نادرزاده                 | ۱۹ ساله |                                                                                           |                  |                            | اهل نوشهر. دیپلمه بود و امسال باید به دانشگاه می‌رفت. ۲ مهر بازداشت شد و روز ۶ مهر خبر مرگ او به خانواده‌اش داده شد. | [ ۵۶ ]                  |
| ۲۳۴  | امیرحسین بساطی                   | ۱۵ ساله | اصابت گلولهٔ جنگی                                                                          | کرمانشاه         | ۱۰ مهر ۱۴۰۱                | | [ ۵۶ ]                  |
| ۲۳۵  | حمید صانعی‌پور                    |         | اصابت گلولهٔ جنگی                                                                          | همدان            |                            | از فاصله نزدیک، ۷۰ تیر ساچمه‌ای به بدن و ۱۳ تیر نیز به سر شلیک شده یود. طبق گفته کسبه وقتی به زمین افتاد، تعداد زیادی مأمور امنیتی با باتوم او را کتک می‌زنند و او جان می‌سپرد. پیکر وی ۱۰ روز پس از درگذشت با اخذ تعهد به خانواده تحویل داده شد. خانواده را مجبور کردند که بر روی سنگ قبرش، عنوان «کربلایی» درج کنند، در حالی که کربلا نرفته بود. | [ ۵۶ ]                  |
| ۲۳۶  | محمدامین تکلی                    |         | بر اثر برخورد گاز اشک‌آور با سر                                                            | تهران            |                            | | [ ۵۶ ]                  |
| ۲۳۷  | عماد حیدری                       | ۳۱ ساله |                                                                                           | اهواز            |                            | فرزند حیال. ۵ مهر بازداشت شد و ۱۴ مهر پیکر او که زیر شکنجه کشته شده بود به خانواده تحویل داده شد. به خانواده این‌طور گفته شد که بر اثر سکته قلبی درگذشته است. | [ ۵۶ ]                  |
| ۲۳۸  | نیما شفیق‌دوست                    | ۱۶ ساله | اصابت گلوله جنگی و انتقال به زندان در اثر شکنجه شدن                                       | ارومیه           |                            | در خیزش در ارومیه مجروح و در زیرزمین خانه اش بستری شد. وی را بازداشت کردند و روز ۱۳ مهر پیکرش را تحویل دادند. | [ ۵۶ ] [ ۱۳۹ ] [ ۱۴۰ ]  |
| ۲۳۹  | داریوش علیزاده                   |         | اصابت گلولهٔ جنگی                                                                          | سنندج            | ۱۶ مهر                     | | [ ۵۶ ]                  |
| ۲۴۰  | یحیی رحیمی                       |         | اصابت گلولهٔ جنگی                                                                          | سنندج            | ۱۶ مهر                     | در خودرو مشغول رانندگی بود که تیر خورد. | [ ۵۶ ] [ ۱۴۱ ]          |
| ۲۴۱  | پیمان منبری                      | ۲۹ ساله | اصابت گلولهٔ جنگی                                                                          | سنندج            | ۱۶ مهر                     | فرزند ایوب، اهل روستای نیر، ساکن سنندج. در نزدیکی پل مردوخ سنندجاصابت گلولهٔ جنگی درگذشت. | [ ۵۶ ]                  |
| ۲۴۲  | دانیال شه‌بخش                     | ۱۱ ساله | اصابت گلولهٔ جنگی                                                                          | زاهدان           | ۸ مهر ۱۴۰۱                 | | [ ۵۶ ]                  |
| ۲۴۳  | مبین میرکازهی                    | ۱۴ ساله | اصابت گلولهٔ جنگی                                                                          | خاش              | ۱۳ آبان ۱۴۰۱               | | [ ۵۶ ]                  |
| ۲۴۴  | مونا نقیب                        | ۸ ساله  | اصابت گلولهٔ جنگی                                                                          | سراوان           | ۲ آبان ۱۴۰۱                | در روستای آسپیچ استان سیستان و بلوچستان با شلیک مستقیم مأموران امنیتی جمهوری اسلامی به ناحیه سرش به قتل رسید. | [ ۵۶ ] [ ۱۴۲ ]          |
| ۲۴۵  | اویس شکرزهی                      |         | اصابت گلولهٔ جنگی                                                                          |                  | ۱۵ آبان ۱۴۰۱               | | [ ۵۶ ]                  |
| ۲۴۶  | شعیب درغاله                      |         | براثر ضربات چاقو                                                                          | چابهار           | ۱۲ آبان ۱۴۰۱               | | [ ۵۶ ]                  |
| ۲۴۷  | نام نامشخص براهویی               |         | اصابت گلولهٔ جنگی                                                                          | خاش              | ۱۳ آبان ۱۴۰۱               | | [ ۵۶ ]                  |
| ۲۴۸  | رحیم‌داد شهلی                     |         | اصابت گلولهٔ جنگی                                                                          | خاش              | ۱۳ آبان ۱۴۰۱               | | [ ۵۶ ]                  |
| ۲۴۹  | سعید سهراب زهی                   |         | اصابت گلولهٔ جنگی                                                                          | خاش              | ۱۳ آبان ۱۴۰۱               | | [ ۵۶ ]                  |
| ۲۵۰  | صادق براهویی                     |         | اصابت گلولهٔ جنگی                                                                          | خاش              | ۱۳ آبان ۱۴۰۱               | | [ ۵۶ ]                  |
| ۲۵۱  | عبدالمالک شهنوازی                |         | اصابت گلولهٔ جنگی                                                                          | خاش              | ۱۳ آبان ۱۴۰۱               | | [ ۵۶ ]                  |
| ۲۵۲  | عظیم محمود زهی                   |         | اصابت گلولهٔ جنگی                                                                          | خاش              | ۱۳ آبان ۱۴۰۱               | | [ ۵۶ ]                  |
| ۲۵۳  | علی کردکلاهوری                   |         | اصابت گلولهٔ جنگی                                                                          | خاش              | ۱۳ آبان ۱۴۰۱               | | [ ۵۶ ]                  |
| ۲۵۴  | کامبیز ریگی                      |         | اصابت گلولهٔ جنگی                                                                          | خاش              | ۱۳ آبان ۱۴۰۱               | | [ ۵۶ ]                  |
| ۲۵۵  | محمد سلحشوران                    |         | اصابت گلولهٔ جنگی                                                                          | خاش              | ۱۳ آبان ۱۴۰۱               | | [ ۵۶ ]                  |
| ۲۵۶  | محمد شه‌بخش                       |         | اصابت گلولهٔ جنگی                                                                          | خاش              | ۱۳ آبان ۱۴۰۱               | | [ ۵۶ ]                  |
| ۲۵۷  | محمد شه‌بخش                       |         | اصابت گلولهٔ جنگی                                                                          | خاش              | ۱۳ آبان ۱۴۰۱               | | [ ۵۶ ]                  |
| ۲۵۸  | نام نامشخص مرادزهی               |         | اصابت گلولهٔ جنگی                                                                          | خاش              | ۱۳ آبان ۱۴۰۱               | | [ ۵۶ ]                  |
| ۲۵۹  | یونس شه‌بخش                       |         | اصابت گلولهٔ جنگی                                                                          | خاش              | ۱۳ آبان ۱۴۰۱               | | [ ۵۶ ]                  |
| ۲۶۰  | یونس میربلوچ‌زهی                  |         | اصابت گلولهٔ جنگی                                                                          | خاش              | ۱۳ آبان ۱۴۰۱               | | [ ۵۶ ]                  |
| ۲۶۱  | امید نارویی                      |         | اصابت گلولهٔ جنگی                                                                          |                  | ۶ آبان ۱۴۰۱                | دانش‌آموز پایهٔ نهم اهل زاهدان | [ ۵۶ ] [ ۱۴۳ ]          |
| ۲۶۲  | ریاست بادل بلوچ                  |         | اصابت گلولهٔ جنگی                                                                          |                  | ۸ مهر ۱۴۰۱                 | | [ ۵۶ ]                  |
| ۲۶۳  | عادل بریچی                       | ۱۵ ساله | اصابت گلولهٔ جنگی                                                                          | زاهدان           | ۶ آبان ۱۴۰۱                | عادل بریچی، اهل منطقه شیرآباد زاهدان بود که به دلیل اصابت گلوله به ناحیه گردن به قتل رسید. | [ ۵۶ ]                  |
| ۲۶۴  | پارمیس همنوا                     |         | براثر ضرب و شتم در مدرسه به‌دلیل پاره کردن عکس روح‌الله خمینی                               | ایرانشهر         | ۳ آبان ۱۴۰۱                | دانش‌آموز | [ ۵۶ ]                  |
| ۲۶۵  | یاسر نارویی                      | ۲۵ ساله | اصابت گلولهٔ جنگی                                                                          |                  | ۱۲ آبان ۱۴۰۱               | دانشجو | [ ۵۶ ]                  |
| ۲۶۶  | مولوی یوسف رئیسی                 |         | اصابت گلولهٔ جنگی                                                                          |                  | ۶ آبان ۱۴۰۱                | | [ ۵۶ ]                  |
| ۲۶۷  | هستی نارویی                      | ۷ ساله  | استنشاق گازهای سمی اشک‌آور                                                                 | زاهدان           | ۸ مهر ۱۴۰۱                 | | [ ۵۶ ]                  |
| ۲۶۸  | علی براهویی                      | ۱۲ ساله | اصابت گلولهٔ جنگی به سر و گردن                                                             |                  |                            | | [ ۵۶ ]                  |
| ۲۶۹  | یاسر بهادرزهی                    | ۱۷ ساله | اصابت گلولهٔ جنگی                                                                          | خاش              | ۸ مهر ۱۴۰۱                 | نوجوان معلول | [ ۵۶ ]                  |
| ۲۷۰  | حامد باجی‌زهی                     |         |                                                                                           | زاهدان           | ۲۵ مهر ۱۴۰۱                | یکشنبه ۱۰ مهر بازداشت شده و سپس زیر شکنجه کشته شد. | [ ۵۶ ]                  |
| ۲۷۱  | محمدصدیق نارویی                  | ۲۳ ساله | اصابت گلولهٔ جنگی                                                                          | زاهدان           | ۸ مهر ۱۴۰۱                 | | [ ۵۶ ]                  |
| ۲۷۲  | سدیس کشانی                       | ۱۴ ساله | اصابت گلولهٔ جنگی                                                                          | زاهدان           | ۸ مهر ۱۴۰۱                 | | [ ۵۶ ]                  |
| ۲۷۳  | عبدالله نارویی                   |         | اصابت گلولهٔ جنگی                                                                          | زاهدان           | ۸ مهر ۱۴۰۱                 | | [ ۵۶ ]                  |
| ۲۷۴  | نام نامشخص گنگوزهی‌ریگی           |         | اصابت گلولهٔ جنگی                                                                          | زاهدان           | ۸ مهر ۱۴۰۱                 | | [ ۵۶ ]                  |
| ۲۷۵  | موسی آنشینی                      |         | اصابت گلولهٔ جنگی                                                                          | زاهدان           | ۸ مهر ۱۴۰۱                 | | [ ۵۶ ]                  |
| ۲۷۶  | ابراهیم گرگیج                    |         | اصابت گلولهٔ جنگی                                                                          | زاهدان           | ۸ مهر ۱۴۰۱                 | | [ ۵۶ ]                  |
| ۲۷۷  | ابوبکر علیزهی                    |         | اصابت گلولهٔ جنگی                                                                          | زاهدان           | ۸ مهر ۱۴۰۱                 | | [ ۵۶ ]                  |
| ۲۷۸  | ابوبکر نهتانی                    |         | اصابت گلولهٔ جنگی                                                                          | زاهدان           | ۸ مهر ۱۴۰۱                 | | [ ۵۶ ]                  |
| ۲۷۹  | احمد سارانی                      | ۲۶ ساله | اصابت گلولهٔ جنگی                                                                          | زاهدان           | ۸ مهر ۱۴۰۱                 | | [ ۵۶ ]                  |
| ۲۸۰  | احمد سرگلزایی                    |         | اصابت گلولهٔ جنگی                                                                          | زاهدان           | ۸ مهر ۱۴۰۱                 | | [ ۵۶ ]                  |
| ۲۸۱  | احمد شه‌بخش                       |         | اصابت گلولهٔ جنگی                                                                          | زاهدان           | ۸ مهر ۱۴۰۱                 | | [ ۵۶ ]                  |
| ۲۸۲  | اسماعیل آبیل                     |         | اصابت گلولهٔ جنگی                                                                          | زاهدان           | ۸ مهر ۱۴۰۱                 | | [ ۵۶ ]                  |
| ۲۸۳  | اسماعیل حسین‌زهی                  |         | اصابت گلولهٔ جنگی                                                                          | زاهدان           | ۸ مهر ۱۴۰۱                 | | [ ۵۶ ]                  |
| ۲۸۴  | امید سارانی                      | ۱۳ ساله | اصابت گلولهٔ جنگی به سینه                                                                  | زاهدان           | ۸ مهر ۱۴۰۱                 | | [ ۵۶ ]                  |
| ۲۸۵  | امید شهنوازی                     |         |                                                                                           | زاهدان           | ۸ مهر ۱۴۰۱                 | | [ ۵۶ ]                  |
| ۲۸۶  | امید صفرزهی                      | ۱۷ ساله | اصابت گلولهٔ جنگی به سر و گردن                                                             | زاهدان           | ۸ مهر ۱۴۰۱                 | بدون شناسنامه | [ ۵۶ ]                  |
| ۲۸۷  | امیرحسین پرنیان                  | ۱۹ ساله | اصابت گلولهٔ جنگی به سر و قلب                                                              | زاهدان           | ۸ مهر ۱۴۰۱                 | | [ ۵۶ ]                  |
| ۲۸۸  | امیرحمزه شهنوازی                 |         |                                                                                           | زاهدان           | ۸ مهر ۱۴۰۱                 | | [ ۵۶ ]                  |
| ۲۸۹  | امیرمحمد گمشادزهی                |         |                                                                                           | زاهدان           | ۸ مهر ۱۴۰۱                 | | [ ۵۶ ]                  |
| ۲۹۰  | امین گله‌بچه                      |         |                                                                                           | زاهدان           | ۸ مهر ۱۴۰۱                 | | [ ۵۶ ]                  |
| ۲۹۱  | امین‌الله قلجایی                  |         |                                                                                           | زاهدان           | ۸ مهر ۱۴۰۱                 | طلبه | [ ۵۶ ]                  |
| ۲۹۲  | آرمان حسن‌زهی                     |         |                                                                                           | زاهدان           | ۸ مهر ۱۴۰۱                 | | [ ۵۶ ]                  |
| ۲۹۳  | بلال آنشینی                      |         |                                                                                           | زاهدان           | ۸ مهر ۱۴۰۱                 | | [ ۵۶ ]                  |
| ۲۹۴  | بلال رخشانی                      |         |                                                                                           | زاهدان           | ۸ مهر ۱۴۰۱                 | | [ ۵۶ ]                  |
| ۲۹۵  | بهزاد ریگی                       | ۳۰ ساله | اصابت گلولهٔ جنگی به سر                                                                    | زاهدان           | ۸ مهر ۱۴۰۱                 | | [ ۵۶ ]                  |
| ۲۹۶  | جابر شیروزهی                     | ۱۲ ساله |                                                                                           | زاهدان           | ۸ مهر ۱۴۰۱                 | | [ ۵۶ ]                  |
| ۲۹۷  | جلیل رخشانی                      |         |                                                                                           | زاهدان           | ۸ مهر ۱۴۰۱                 | | [ ۵۶ ]                  |
| ۲۹۸  | جلیل قنبرزهی                     |         |                                                                                           | زاهدان           | ۸ مهر ۱۴۰۱                 | | [ ۵۶ ]                  |
| ۲۹۹  | جلیل محمدزهی                     |         |                                                                                           | زاهدان           | ۸ مهر ۱۴۰۱                 | | [ ۵۶ ]                  |
| ۳۰۰  | جمال‌عبدالناصر محمدحسنی           |         |                                                                                           | زاهدان           | ۸ مهر ۱۴۰۱                 | | [ ۵۶ ]                  |
| ۳۰۱  | جواد پوشه                        | ۱۱ ساله |                                                                                           | زاهدان           | ۸ مهر ۱۴۰۱                 | | [ ۵۶ ]                  |
| ۳۰۲  | حمزه نارویی                      |         | اصابت گلولهٔ جنگی به کلیه و پا                                                             | زاهدان           | ۸ مهر ۱۴۰۱                 | | [ ۵۶ ]                  |
| ۳۰۳  | حمزه نارویی                      |         |                                                                                           | زاهدان           | ۸ مهر ۱۴۰۱                 | | [ ۵۶ ]                  |
| ۳۰۴  | حمید عیسی‌زهی                     |         |                                                                                           | زاهدان           | ۸ مهر ۱۴۰۱                 | | [ ۵۶ ]                  |
| ۳۰۵  | حمید نارویی (فرزند رشید)         |         |                                                                                           | زاهدان           | ۸ مهر ۱۴۰۱                 | | [ ۵۶ ]                  |
| ۳۰۶  | حمید نارویی (فرزند محمدعلی)      |         |                                                                                           | زاهدان           | ۸ مهر ۱۴۰۱                 | | [ ۵۶ ]                  |
| ۳۰۷  | حیدر نارویی‌رشید                  |         |                                                                                           | زاهدان           | ۸ مهر ۱۴۰۱                 | | [ ۵۶ ]                  |
| ۳۰۸  | خدانور لجه‌ای                     |         |                                                                                           | زاهدان           | ۸ مهر ۱۴۰۱                 | خدانور شنبه ۹ مهرماه از ناحیهٔ کلیه مورد اصابت گلوله قرار گرفت و به بیمارستان تأمین اجتماعی زاهدان منتقل شد که از درمان او امتناع می‌شود و یکشنبه ۱۰ مهر درگذشت. خدانور دو ماه پیش از کشته‌شدنش در جریان اعتراضات ۱۴۰۱ در بازداشت بود که تصویر او در دوران بازداشتش درحالی‌که به میلهٔ پرچم جمهوری اسلامی ایران دستبند زده شده در شبکه‌های اجتماعی مورد بازتاب گسترده‌ای قرارگرفت. در یادبود خدانور لجه‌ای سه‌شنبه ۱۰ آبان پای میلهٔ تابلوی خیابان سیاسی منطقه ۷ تهران و ۲۲ اکتبر جلوی در ورودی دانشگاه مک‌گیل کانادا در جریان اعتراضات ۱۴۰۱ ایرانیان مقیم خارج با پرفورمنس آرت توسط هنرمندان آزاد یاد او به‌حالت دستبند زده شده به میلهٔ پرچم، زنده نگه‌داشته شد. | [ ۵۶ ]                  |
| ۳۰۹  | خلیل قنبرزهی                     |         |                                                                                           | زاهدان           | ۸ مهر ۱۴۰۱                 | | [ ۵۶ ]                  |
| ۳۱۰  | ذالفغار حسن‌زهی                   |         |                                                                                           | زاهدان           | ۸ مهر ۱۴۰۱                 | | [ ۵۶ ]                  |
| ۳۱۱  | سامر هاشمزهی                     | ۱۶ ساله |                                                                                           | زاهدان           | ۸ مهر ۱۴۰۱                 | | [ ۵۶ ]                  |
| ۳۱۲  | سامی هاشمزهی                     | ۳۳ ساله |                                                                                           | زاهدان           | ۸ مهر ۱۴۰۱                 | | [ ۵۶ ]                  |
| ۳۱۳  | سلمان ملکی                       |         |                                                                                           | زاهدان           | ۸ مهر ۱۴۰۱                 | | [ ۵۶ ]                  |
| ۳۱۴  | سلیمان عرب                       |         |                                                                                           | زاهدان           | ۸ مهر ۱۴۰۱                 | | [ ۵۶ ]                  |
| ۳۱۵  | صلاح‌الدین گمشادزهی               |         |                                                                                           | زاهدان           | ۸ مهر ۱۴۰۱                 | | [ ۵۶ ]                  |
| ۳۱۶  | عبدالجلیل رخشانی                 |         |                                                                                           | زاهدان           | ۸ مهر ۱۴۰۱                 | | [ ۵۶ ]                  |
| ۳۱۷  | عبدالخالق شهنوازی                |         |                                                                                           | زاهدان           | ۸ مهر ۱۴۰۱                 | | [ ۵۶ ]                  |
| ۳۱۸  | عبدالرحمن بلوچی‌خواه              |         |                                                                                           | زاهدان           | ۸ مهر ۱۴۰۱                 | | [ ۵۶ ]                  |
| ۳۱۹  | عبدالصمد براهویی                 |         |                                                                                           | زاهدان           | ۸ مهر ۱۴۰۱                 | | [ ۵۶ ]                  |
| ۳۲۰  | عبدالصمد ثابتی‌زاده               |         |                                                                                           | زاهدان           | ۸ مهر ۱۴۰۱                 | | [ ۵۶ ]                  |
| ۳۲۱  | عبدالغفور دهمرده                 |         |                                                                                           | زاهدان           | ۸ مهر ۱۴۰۱                 | | [ ۵۶ ]                  |
| ۳۲۲  | عبدالغفور نوربراهویی             |         |                                                                                           | زاهدان           | ۸ مهر ۱۴۰۱                 | | [ ۵۶ ]                  |
| ۳۲۳  | عبدالله شه‌بخش                    |         |                                                                                           | زاهدان           | ۸ مهر ۱۴۰۱                 | | [ ۵۶ ]                  |
| ۳۲۴  | عبدالمجید ریگی                   |         |                                                                                           | زاهدان           | ۸ مهر ۱۴۰۱                 | | [ ۵۶ ]                  |
| ۳۲۵  | عبدالملک شه‌بخش                   |         |                                                                                           | زاهدان           | ۸ مهر ۱۴۰۱                 | | [ ۵۶ ]                  |
| ۳۲۶  | عبدالمنان رخشانی                 |         |                                                                                           | زاهدان           | ۸ مهر ۱۴۰۱                 | | [ ۵۶ ]                  |
| ۳۲۷  | عبدالوحید توحیدنیا               |         | اصابت گلولهٔ جنگی به سینه                                                                  | زاهدان           | ۸ مهر ۱۴۰۱                 | | [ ۵۶ ]                  |
| ۳۲۸  | عزیزالله کُبدانی                  |         |                                                                                           | زاهدان           | ۸ مهر ۱۴۰۱                 | | [ ۵۶ ]                  |
| ۳۲۹  | علی عاقلی                        | ۲۸ ساله |                                                                                           | زاهدان           | ۸ مهر ۱۴۰۱                 | | [ ۵۶ ]                  |
| ۳۳۰  | علی‌اکبر براهویی                  |         |                                                                                           | زاهدان           | ۸ مهر ۱۴۰۱                 | | [ ۵۶ ]                  |
| ۳۳۱  | علی‌اکبر حلقه بگوش                |         |                                                                                           | زاهدان           | ۸ مهر ۱۴۰۱                 | | [ ۵۶ ]                  |
| ۳۳۲  | عمر شهنوازی                      |         |                                                                                           | زاهدان           | ۸ مهر ۱۴۰۱                 | | [ ۵۶ ]                  |
| ۳۳۳  | عمران حسن‌زهی                     |         |                                                                                           | زاهدان           | ۸ مهر ۱۴۰۱                 | | [ ۵۶ ]                  |
| ۳۳۴  | عمران شه‌بخش                      |         |                                                                                           | زاهدان           | ۸ مهر ۱۴۰۱                 | | [ ۵۶ ]                  |
| ۳۳۵  | فرزاد شه‌بخش                      |         |                                                                                           | زاهدان           | ۸ مهر ۱۴۰۱                 | | [ ۵۶ ]                  |
| ۳۳۶  | لال‌محمد آنشینی                   |         |                                                                                           | زاهدان           | ۸ مهر ۱۴۰۱                 | | [ ۵۶ ]                  |
| ۳۳۷  | لال‌محمد آنشینی (فرزند شریف)      |         |                                                                                           | زاهدان           | ۸ مهر ۱۴۰۱                 | | [ ۵۶ ]                  |
| ۳۳۸  | لال‌محمد عالی‌زهی                  |         |                                                                                           | زاهدان           | ۸ مهر ۱۴۰۱                 | | [ ۵۶ ]                  |
| ۳۳۹  | ماه‌الدین شیروزهی                 |         |                                                                                           | زاهدان           | ۸ مهر ۱۴۰۱                 | | [ ۵۶ ]                  |
| ۳۴۰  | متین قنبرزهی                     | ۱۸ ساله |                                                                                           | زاهدان           | ۸ مهر ۱۴۰۱                 | | [ ۵۶ ]                  |
| ۳۴۱  | مجبد بلوچزهی‌شه‌بخش                |         |                                                                                           | زاهدان           | ۸ مهر ۱۴۰۱                 | | [ ۵۶ ]                  |
| ۳۴۲  | محسن گمشادزهی                    |         |                                                                                           | زاهدان           | ۸ مهر ۱۴۰۱                 | | [ ۵۶ ]                  |
| ۳۴۳  | محمد براهویی                     |         |                                                                                           | زاهدان           | ۸ مهر ۱۴۰۱                 | طلبه | [ ۵۶ ]                  |
| ۳۴۴  | محمد رخشانی                      | ۱۲ ساله |                                                                                           | زاهدان           | ۸ مهر ۱۴۰۱                 | | [ ۵۶ ]                  |
| ۳۴۵  | محمد ریگی                        |         |                                                                                           | زاهدان           | ۸ مهر ۱۴۰۱                 | | [ ۵۶ ]                  |
| ۳۴۶  | محمد قلجایی                      |         |                                                                                           | زاهدان           | ۸ مهر ۱۴۰۱                 | | [ ۵۶ ]                  |
| ۳۴۷  | محمداقبال نائب‌زهی                | ۱۶ ساله |                                                                                           | زاهدان           | ۸ مهر ۱۴۰۱                 | فاقد شناسنامه | [ ۵۶ ]                  |
| ۳۴۸  | محمدامین گمشادزهی                | ۱۷ ساله |                                                                                           | زاهدان           | ۸ مهر ۱۴۰۱                 | | [ ۵۶ ]                  |
| ۳۴۹  | محمدرضا ادیب‌توتازهی              |         |                                                                                           | زاهدان           | ۸ مهر ۱۴۰۱                 | | [ ۵۶ ]                  |
| ۳۵۰  | محمدعلی اسماعیل‌زهی               |         |                                                                                           | زاهدان           | ۸ مهر ۱۴۰۱                 | | [ ۵۶ ]                  |
| ۳۵۱  | محمدعلی گمشادزهی                 | ۱۸ ساله |                                                                                           | زاهدان           | ۸ مهر ۱۴۰۱                 | | [ ۵۶ ]                  |
| ۳۵۲  | محمدفاروق رخشانی                 |         |                                                                                           | زاهدان           | ۸ مهر ۱۴۰۱                 | | [ ۵۶ ]                  |
| ۳۵۳  | محمود براهویی                    | ۱۸ ساله |                                                                                           | زاهدان           | ۸ مهر ۱۴۰۱                 | طلبه | [ ۵۶ ]                  |
| ۳۵۴  | محمود حسن‌زهی                     |         |                                                                                           | زاهدان           | ۸ مهر ۱۴۰۱                 | | [ ۵۶ ]                  |
| ۳۵۵  | محمود شهنوازی                    |         |                                                                                           | زاهدان           | ۸ مهر ۱۴۰۱                 | | [ ۵۶ ]                  |
| ۳۵۶  | محی‌الدین شه‌بخش                   |         |                                                                                           | زاهدان           | ۸ مهر ۱۴۰۱                 | | [ ۵۶ ]                  |
| ۳۵۷  | مرتضی حسن‌زهی                     |         |                                                                                           | زاهدان           | ۸ مهر ۱۴۰۱                 | | [ ۵۶ ]                  |
| ۳۵۸  | مصطفی بریچی                      | ۲۴ ساله | اصابت گلولهٔ جنگی به قلب                                                                   | زاهدان           | ۸ مهر ۱۴۰۱                 | | [ ۵۶ ]                  |
| ۳۵۹  | منصور رخشانی                     |         |                                                                                           | زاهدان           | ۸ مهر ۱۴۰۱                 | | [ ۵۶ ]                  |
| ۳۶۰  | موسی ویراء                       | ۱۸ ساله |                                                                                           | زاهدان           | ۸ مهر ۱۴۰۱                 | | [ ۵۶ ]                  |
| ۳۶۱  | مهدی آنشینی                      |         |                                                                                           | زاهدان           | ۸ مهر ۱۴۰۱                 | | [ ۵۶ ]                  |
| ۳۶۲  | نام نامشخص میرشکار               | ۲ ساله  |                                                                                           | زاهدان           | ۸ مهر ۱۴۰۱                 | | [ ۵۶ ]                  |
| ۳۶۳  | نجم‌الدین تاجیک                   |         |                                                                                           | زاهدان           | ۸ مهر ۱۴۰۱                 | مهاجر اهل افغانستان | [ ۵۶ ]                  |
| ۳۶۴  | نعمت‌الله کُبدانی                  |         |                                                                                           | زاهدان           | ۸ مهر ۱۴۰۱                 | | [ ۵۶ ]                  |
| ۳۶۵  | یاسر شاهوزهی                     | ۱۶ ساله | اصابت گلولهٔ جنگی به قلب                                                                   | زاهدان           | ۸ مهر ۱۴۰۱                 | | [ ۵۶ ]                  |
| ۳۶۶  | یاسر شه‌بخش                       |         |                                                                                           | زاهدان           | ۸ مهر ۱۴۰۱                 | یاسر شه‌بخش قهرمان و تک‌ تیرانداز بلوچ او زمانی که مسجد مکی در محاصره نیروهای سپاه قرار داشت و مردم را هدف شلیک گلوله قرار می دادند در دفاع از مردم محاصره شده به خیابان آمده بود که بر اثر تیراندازی مستقیم نیروهای نظامی و اصابت گلوله به ناحیه شکم و سینه‌اش جان باخت. یاسر شه‌بخش در تیراندازی مهارت خارق العاده ای داشت. و معاون اطلاعات سپاه سیستان و بلوچستان، حمیدرضا هاشمی (با نام مستعار سیدعلی موسوی) که به مقابله مسلحانه به همره نیرو هایش با مردم آمده بود در اقدامی هدفمند توسط یاسر شه بخش به ضرب گلوله سلاح تک تیراندازش کشته شد. | [ ۵۶ ]                  |
| ۳۶۷  | یونس نارویی                      |         |                                                                                           | زاهدان           | ۸ مهر ۱۴۰۱                 | | [ ۵۶ ]                  |
| ۳۶۸  | کیان پیرفلک                      | ۹ ساله  | اصابت گلولهٔ جنگی                                                                          | ایذه             | ۲۵ آبان ۱۴۰۱               | کیان کودک ۹ سالهٔ اهل ایذه بود که در شامگاه ۲۵ آبان، در جریان حمله به بازار ایذه، درحالی‌که با والدین و برادر خردسالش در خودرو و در حال بازگشت به خانه خود بودند، هدف گلوله مأموران امنیتی نظام جمهوری اسلامی ایران قرار گرفت و کشته شد. گفته شده این کودک آرزو داشت مهندس رباتیک شود. کشته شدن او موجی از واکنش را در فضای مجازی و در میان چهره‌ها برانگیخت. پیکر او روز جمعه ۲۷ آبان با حضور گسترده مردم ایذه و با شعارهایی علیه نظام جمهوری اسلامی و سید علی خامنه‌ای به خاک سپرده شد. | [ ۱۶۲ ]                 |
| ۳۶۹  | دانیال پابندی                    | ۱۷ ساله | اصابت گلولهٔ جنگی به شکم                                                                   | سقز              | ۲۵ آبان ۱۴۰۱               | | [ ۱۶۳ ]                 |
| ۳۷۰  | حمیدرضا روحی                     | ۱۹ ساله | اصابت گلولهٔ جنگی                                                                          | تهران            | ۲۷ آبان ۱۴۰۱               | | [ ۱۶۴ ]                 |
| ۳۷۱  | آیلار حقی                        | ۲۳ ساله | اصابت گلولهٔ جنگی                                                                          | تبریز            | ۲۵ آبان ۱۴۰۱               | | [ ۱۶۵ ]                 |
| ۳۷۲  | برهان کرمی                       |         | اصابت گلولهٔ جنگی به سر و گردن                                                             | کامیاران         | ۲۵ آبان ۱۴۰۱               | اصابت سه گلوله جنگی به سر و گردن توسط تک‌تیرانداز سپاه | [ ۱۶۶ ]                 |
| ۳۷۳  | سپهر مقصودی                      | ۱۴ ساله | اصابت گلولهٔ جنگی                                                                          | ایذه             | ۲۵ آبان ۱۴۰۱               | با شلیک گلوله مأموران امنیتی کشته شد و بعد از انتقال پیکرش به سردخانه بهشت زهرای ایذه، مأموران امنیتی جسد او را ربودند. | [ ۱۶۷ ]                 |
| ۳۷۴  | کاروان قادری                     | ۱۶ ساله | اصابت گلوله                                                                               | پیرانشهر         | ۲۹ آبان ۱۴۰۱               | در روز جهانی کودک با گلوله کشته شد. | [ ۱۶۸ ]                 |
| ۳۷۵  | میلاد خوش‌کام                     | ۲۷ ساله |                                                                                           | شیراز            | ۱۶ آبان ۱۴۰۱               | | [ ۱۶۹ ] [ ۱۷۰ ]         |
| ۳۷۶  | شهریار محمدی                     |         |                                                                                           | بوکان            | ۲۷ آبان ۱۴۰۱               | | [ ۱۷۱ ] [ ۱۷۲ ]         |
| ۳۷۷  | آرتین رحمانی                     |         | اصابت گلولهٔ جنگی                                                                          | ایذه             | ۲۵ آبان ۱۴۰۱               | | [ ۱۷۳ ]                 |
| ۳۷۸  | آرمان عمادی                      |         |                                                                                           | مرودشت           |                            | ۳۰ آبان به خاک سپرده شد. | [ ۱۷۴ ]                 |
| ۳۷۹  | علیرضا شجاعی                     |         |                                                                                           | بهبهان           | ۲۵ آبان ۱۴۰۱               | | [ ۱۷۱ ]                 |
| ۳۸۰  | مهدی زارع                        |         |                                                                                           | تهران            | ۲۵ آبان ۱۴۰۱               | | [ ۱۷۱ ]                 |
| ۳۸۱  | محمد برزگر                       |         |                                                                                           | شیراز            | ۲۵ آبان ۱۴۰۱               | | [ ۱۷۱ ]                 |
| ۳۸۲  | آرام حبیبی                       |         |                                                                                           | سنندج            | ۲۶ آبان ۱۴۰۱               | | [ ۱۷۵ ]                 |
| ۳۸۳  | اسعد رحیمی                       |         |                                                                                           | بوکان            | ۲۵ آبان ۱۴۰۱               | | [ ۱۷۵ ]                 |
| ۳۸۴  | زانیار الله مرادی                |         |                                                                                           |                  |                            | زانیار الله مرادی ۲۶ ساله، ۲۴ آبان در سنندج | [ ۱۷۵ ]                 |
| ۳۸۵  | سامان قادربیگی                   |         |                                                                                           |                  |                            | ۲۴ آبان در بوکان | [ ۱۷۵ ]                 |
| ۳۸۶  | شاهو بهمنی                       |         |                                                                                           |                  |                            | ۲۴ آبان در سنندج | [ ۱۷۵ ]                 |
| ۳۸۷  | عیسی بیگلری                      |         |                                                                                           |                  |                            | ۳۹ ساله، ۲۴ آبان در سنندج |                         |
| ۳۸۸  | حمید گلی                         |         |                                                                                           | تهران            |                            | اهل سنندج، ۲۳ آبان در تهران: در اثر ضرب و شتم توسط نیروهای سرکوبگر حکومتی و اصابت چندین ضربه باتوم به سرش دچار خونریزی مغزی شده و به کما رفته و در یکی از بیمارستان‌های تجریش درگذشت. |                         |
| ۳۸۹  | سالار مجاور                      |         |                                                                                           | بوکان            |                            | سالار مجاور اهل بوکان، غروب روز چهارشنبه ۲۵ آبان، در محله میرآباد بوکان با شلیک مستقیم نیروهای سرکوبگر حکومتی از ناحیه سر هرف گلوله قرار گرفت و کشته شد. |                         |
| ۳۹۰  | علی عراقی                        |         |                                                                                           | تبریز            |                            | ۲۵ آبان ۱۴۰۱ | [ ۱۸۲ ]                 |
| ۳۹۱  | محسن نیازی                       |         |                                                                                           | دهگلان           |                            | ۲۵ ساله، ۳۰ آبان در دهگلان: در جریان اعتراضات مردمی امروز دهگلان زخمی‌شده بود در اثر شدت جراحات در بیمارستان کوثر سنندج درگذشت. | [ ۱۸۳ ]                 |
| ۳۹۲  | محمد حسن‌زاده                     |         |                                                                                           | بوکان            |                            | محمد حسن‌زاده ۲۸ ساله، ۲۵ آبان در بوکان: در حین نجات یک دختر از دست نیروهای سرکوبگر حکومتی، با ضربات متعدد چاقو توسط این نیروها بر سینه و قلبش کشته شد. |                         |
| ۳۹۳  | نوید بادپا                       |         |                                                                                           | ورامین           |                            | نوید بادپا متولد روستای کوچک‌خرطوم استان گلستان، ۲۳ ساله، ۲ آبان در ورامین استان تهران، او دانشجوی رشته بیهوشی دانشگاه آزاد ورامین بود. |                         |
| ۳۹۴  | سمانه نیکنام                     |         |                                                                                           | شیراز            | ۲۵ آبان ۱۴۰۱               | | [ ۱۷۱ ]                 |
| ۳۹۵  | سعید پیرمغانی                    |         |                                                                                           | بوکان            | ۲۶ آبان ۱۴۰۱               | | [ ۱۷۱ ]                 |
| ۳۹۶  | مطلب سعیدپیرو                    |         |                                                                                           | بانه             | ۵ آبان ۱۴۰۱                | | [ ۱۸۷ ]                 |
| ۳۹۷  | حامد صدیقی                       |         |                                                                                           | قشم              | ۲۶ آبان ۱۴۰۱               | | [ ۱۷۱ ]                 |
| ۳۹۸  | شیرکو سلطانی                     |         |                                                                                           | بوکان            | ۲۷ آبان ۱۴۰۱               | | [ ۱۷۱ ]                 |
| ۳۹۹  | امید حسنی                        |         |                                                                                           | سنندج            | ۲۷ آبان ۱۴۰۱               | | [ ۱۷۱ ]                 |
| ۴۰۰  | هانیه مرادی                      |         |                                                                                           | یزد              | ۲۷ آبان ۱۴۰۱               | | [ ۱۷۱ ]                 |
| ۴۰۱  | مجید عبداللهی آسترکی             |         |                                                                                           | دزفول            | ۲۷ آبان ۱۴۰۱               | | [ ۱۷۱ ]                 |
| ۴۰۲  | کمال احمدی                       |         |                                                                                           | مهاباد           | ۲۷ آبان ۱۴۰۱               | | [ ۱۷۱ ]                 |
| ۴۰۳  | حسین عبد پناه                    |         |                                                                                           | سنندج            | ۲۸ آبان ۱۴۰۱               | | [ ۱۷۱ ]                 |
| ۴۰۴  | جمشید فتحی                       |         |                                                                                           | دیواندره         | ۲۸ آبان ۱۴۰۱               | | [ ۱۷۱ ]                 |
| ۴۰۵  | ابراهیم صدری                     |         |                                                                                           | دیواندره         | ۲۸ آبان ۱۴۰۱               | | [ ۱۷۱ ]                 |
| ۴۰۶  | حبیب‌الله فتحی                    |         |                                                                                           | دیواندره         | ۲۸ آبان ۱۴۰۱               | | [ ۱۷۱ ]                 |
| ۴۰۷  | فؤاد سواری جوان                  |         |                                                                                           | دیواندره         | ۲۸ آبان ۱۴۰۱               | | [ ۱۷۱ ]                 |
| ۴۰۸  | افشین شهامت                      |         |                                                                                           | تهران            | ۳ مهر ۱۴۰۱                 | | [ ۱۸۸ ]                 |
| ۴۰۹  | محمد حسین کمندلو                 |         |                                                                                           | مشیریه-تهران     | ۱ آذر ۱۴۰۱                 | | [ ۱۸۸ ]                 |
| ۴۱۰  | هیمن امان                        |         |                                                                                           | بوکان            | ۲ آذر ۱۴۰۱                 | | [ ۱۸۸ ]                 |
| ۴۱۱  | امین نظری                        |         |                                                                                           | آبادان           | ۳ آذر ۱۴۰۱                 | | [ ۱۸۸ ]                 |
| ۴۱۲  | حامد سلحشور                      |         |                                                                                           | ایذه             |                            | |                         |
| ۴۱۳  | آوات قادرپور                     |         |                                                                                           | بوکان            |                            | |                         |
| ۴۱۴  | فرزین معروفی                     | ۲۲ ساله | شلیک مستقیم مأموران حکومتی                                                                | شهرک اکباتان     | ۹ آذر ۱۴۰۱                 | فرزین، زاده ۲۵ آذر ۱۳۷۹ در مهاباد و ساکن تهران، هنگام شادمانی مردم پس از شکست تیم ملی فوتبال جمهوری اسلامی در جام جهانی قطر، با شلیک مستقیم مأموران کشته شد. | [ ۱۸۹ ]                 |
| ۴۱۵  | مهران سماک                       |         |                                                                                           | بندر انزلی       |                            | در سه‌شنبه شب، ۸ آذر ۱۴۰۱، در حال خوشحالی برای باخت ایران در جام جهانی فوتبال ۲۰۲۲ در میانه خیزش ایران، در بندر انزلی با شلیک مستقیم نیروهای وابسته به نظام جمهوری اسلامی کشته شد. | [ ۱۹۰ ] [ ۱۹۱ ]         |
| ۴۱۶  | شورش نیکنام                      |         |                                                                                           | مهاباد           |                            | بامداد روز دوشنبه هفتم آذرماه، مراسم خاکسپاری شورش نیکنام در روستای «قلعه جوغه» از توابع مهاباد برگزار شد. شورش نیکنام که در سرکوب رژیم در روزهای ۲۸ و ۲۹ آبان در مهاباد به‌شدت زخمی‌شده بود، یکشنبه ۶ آذر در بیمارستان ارومیه درگذشت. |                         |
| ۴۱۷  | رضا کاظمی                        |         |                                                                                           | کامیاران         |                            | سازمان حقوق بشری هه‌نگاو گزارش داد رضا کاظمی، نوجوان ۱۶ ساله اهل موچش از توابع کامیاران، که با شلیک مستقیم مأموران سپاه پاسداران زخمی‌شده بود، پس از ۶ روز در اثر شدت جراحت درگذشت. |                         |
| ۴۱۸  | عباس شفیعی                       |         |                                                                                           | کرج              |                            | عباس شفیعی، روز ۱۲ آبان، چهلم حدیث نجفی با شلیک مستقیم مأموران مجروح شد. بنا به اظهارات برادر وی، عباس روز ۱۴ آبان و پس از عمل پیوند رگ در بیمارستان درگذشت. عباس در حال رفتن به محل کار بوده که ابتدا با ضربات باتون مأموران مواجه و سپس با شلیک این مأموران زخمی‌شد. |                         |
| ۴۱۹  | آرام مجد                         | ۱۷ ساله | اصابت گلوله جنگی                                                                          | قائم‌شهر          |                            | ۳۰ آبان در مازندران |                         |
| ۴۲۰  | حسین زرینجویی                    |         |                                                                                           | خرم‌آباد          |                            | |                         |
| ۴۲۱  | امیرجواد اسعدزاد                 |         |                                                                                           | مشهد             |                            | ۳۶ ساله، شب شنبه ۲۸ آبان، در حال شعار نویسی در مشهد بازداشت شد، آنقدر تا صبح کتکش می‌زنند که صبح یکشنبه ۲۹ آبان در بیمارستان جواد الائمه مشهد (بیمارستان تخصصی قلب) درگذشت. |                         |
| ۴۲۲  | جبار فرقیزاده                    |         |                                                                                           | مریوان           | ۳ آذر ۱۴۰۱                 | | [ ۱۸۸ ]                 |
| ۴۲۳  | مائده (ماهک) هاشمی               |         |                                                                                           | شیراز            | ۳ آذر ۱۴۰۱                 | | [ ۱۸۸ ]                 |
| ۴۲۴  | امان اله خان باجی زهی            |         |                                                                                           | زاهدان           | ۳ آذر ۱۴۰۱                 | | [ ۱۸۸ ]                 |
| ۴۲۵  | مهدی بهرنژاد                     |         |                                                                                           | تربت جام         | ۴ آذر ۱۴۰۱                 | | [ ۱۸۸ ]                 |
| ۴۲۶  | سیروس شریفی باگو                 |         |                                                                                           | زاهدان           | ۱۱ آذر ۱۴۰۱                | |                         |
| ۴۲۷  | اویس مسعودی‌زاده                  |         |                                                                                           | تربت جام         | ۴ آذر ۱۴۰۱                 | | [ ۱۸۸ ]                 |
| ۴۲۸  | ندا بیات                         |         |                                                                                           | زنجان            | ۵ آذر ۱۴۰۱                 | | [ ۱۸۸ ]                 |
| ۴۲۹  | آرشیا امام قلی‌زاده               |         |                                                                                           | هادیشهر          | ۵ آذر ۱۴۰۱                 | | [ ۱۸۸ ]                 |
| ۴۳۰  | رضا کاظمی                        |         |                                                                                           | کامیاران         | ۶ آذر ۱۴۰۱                 | | [ ۱۸۸ ]                 |
| ۴۳۱  | شمال خدیری‌پور                    |         |                                                                                           | مهاباد           | ۳ آذر ۱۴۰۱                 | | [ ۱۸۸ ]                 |
| ۴۳۲  | سعدی شاهرخی‌فر                    |         |                                                                                           | بوکان            | ۲ آذر ۱۴۰۱                 | | [ ۱۸۸ ]                 |
| ۴۳۳  | علی اکبر حیدرزاده                |         |                                                                                           | کاشمر            | ۲ آذر ۱۴۰۱                 | | [ ۱۸۸ ]                 |
| ۴۳۴  | ریباز صالحی‌وند                   |         |                                                                                           | مهاباد           | ۱ آذر ۱۴۰۱                 | | [ ۱۸۸ ]                 |
| ۴۳۵  | امید قمصری                       |         |                                                                                           | تهران            | آبان ۱۴۰۱                  | | [ ۱۸۸ ]                 |
| ۴۳۶  | حسین محمدی                       |         |                                                                                           | کرمانشاه         | آبان ۱۴۰۱                  | | [ ۱۹۲ ]                 |
| ۴۳۷  | ٰ شهریار عادلی                    |         |                                                                                           | سردشت            | ۱۷ آذر ۱۴۰۱                | این شهروند پس از آزادی به دلیل خونریزی داخلی در بیمارستان سردشت بستری شد و در تاریخ ۱۷ آذر به دلیل شدت جراحات جان خود را از دست داد. | [ ۱۹۳ ]                 |
| ۴۳۸  | امید مؤیدی زارع                  |         |                                                                                           | شیراز            | ۲۴ آبان ۱۴۰۱               | | [ ۱۹۴ ]                 |
| ۴۳۹  | عدنان کمالی                      |         |                                                                                           | هرمزگان          | آبان ۱۴۰۱                  | | [ ۱۸۸ ]                 |
| ۴۴۰  | محمدرضا بادبروت                  |         |                                                                                           | ملکشاهی          | ۳۰ آبان ۱۴۰۱               | | [ ۱۸۸ ]                 |
| ۴۴۱  | کوروش پاژخ                       |         |                                                                                           | اسلام‌آباد        | ۳۰ آبان ۱۴۰۱               | | [ ۱۸۸ ]                 |
| ۴۴۲  | دریا نظم‌ده                       |         |                                                                                           | کرج              | ۱۲ آبان ۱۴۰۱               | | [ ۱۹۵ ]                 |
| ۴۴۳  | شهاب‌الدین هاشمی                  |         |                                                                                           | تهران            | ۱۶ آذر ۱۴۰۱                | او دانشجوی حقوق دانشگاه علامه بود. پیکرش سه روز بعد به دار آویخته در دانشگاه پیدا شد. | [ ۱۹۶ ]                 |
| ۴۴۴  | دنیا فرهادی                      |         |                                                                                           | اهواز            | ۱۶ آذر ۱۴۰۱                | او دانشجوی معماری دانشگاه آزاد اهواز بود. پیکرش هشت روز بعد بر کرانه کارون پیدا شد. | [ ۱۹۷ ]                 |
| ۴۴۵  | حسام حسینی                       |         |                                                                                           | جوانرود          | ۳۰ آبان ۱۴۰۱               | | [ ۱۸۸ ]                 |
| ۴۴۶  | اسماعیل گلعنبر                   |         |                                                                                           | جوانرود          | ۳۰ آبان ۱۴۰۱               | | [ ۱۸۸ ]                 |
| ۴۴۷  | مسعود تیموری                     |         |                                                                                           | جوانرود          | ۳۰ آبان ۱۴۰۱               | | [ ۱۸۸ ]                 |
| ۴۴۸  | تحسین میری                       |         |                                                                                           | جوانرود          | ۳۰ آبان ۱۴۰۱               | | [ ۱۸۸ ]                 |
| ۴۴۹  | جوهر فتاحی (میرکی)               |         |                                                                                           | جوانرود          | ۳۰ آبان ۱۴۰۱               | | [ ۱۸۸ ]                 |
| ۴۵۰  | جمال اعظمی                       |         |                                                                                           | جوانرود          | ۳۰ آبان ۱۴۰۱               | | [ ۱۸۸ ]                 |
| ۴۵۱  | حیدر محالی                       |         |                                                                                           | پیرانشهر         | ۳۰ آبان ۱۴۰۱               | | [ ۱۸۸ ]                 |
| ۴۵۲  | سروش سیدی                        |         |                                                                                           | جوانرود          | ۲۹ آبان ۱۴۰۱               | | [ ۱۸۸ ]                 |
| ۴۵۴  | سلیمان شکری                      |         |                                                                                           | بوکان            | ۲۹ آبان ۱۴۰۱               | | [ ۱۸۸ ]                 |
| ۴۵۵  | جلال قربانی                      |         |                                                                                           | پیرانشهر         | ۲۹ آبان ۱۴۰۱               | | [ ۱۸۸ ]                 |
| ۴۵۶  | ستار رحیمی                       |         |                                                                                           | مریوان           | ۲۹ آبان ۱۴۰۱               | | [ ۱۸۸ ]                 |
| ۴۵۷  | طاهر عزیزی                       |         |                                                                                           | پیرانشهر         | ۲۹ آبان ۱۴۰۱               | | [ ۱۸۸ ]                 |
| ۴۵۸  | بهاالدین ویسی                    |         |                                                                                           | جوانرود          | ۲۹ آبان ۱۴۰۱               | | [ ۱۸۸ ]                 |
| ۴۵۹  | عرفان کاکایی                     |         |                                                                                           | جوانرود          | ۲۹ آبان ۱۴۰۱               | | [ ۱۸۸ ]                 |
| ۴۶۰  | لقمان کاکایی                     |         |                                                                                           | جوانرود          | ۲۹ آبان ۱۴۰۱               | | [ ۱۸۸ ]                 |
| ۴۶۱  | فرشید موسوی                      |         |                                                                                           | آمل              | ۲۹ آبان ۱۴۰۱               | | [ ۱۸۸ ]                 |
| ۴۶۲  | عمران ابرکار                     |         |                                                                                           | راسک             | ۲۸ آبان ۱۴۰۱               | | [ ۱۸۸ ]                 |
| ۴۶۳  | مهران توانا                      |         |                                                                                           | صومعه‌سرا         | ۲۸ آبان ۱۴۰۱               | | [ ۱۸۸ ]                 |
| ۴۶۴  | حسین شیرازی‌پور                   |         |                                                                                           | شیراز            | ۲۸ آبان ۱۴۰۱               | | [ ۱۸۸ ]                 |
| ۴۶۵  | منصور قربانی                     |         |                                                                                           | اصفهان           | ۲۷ آبان ۱۴۰۱               | | [ ۱۸۸ ]                 |
| ۴۶۶  | میلاد معروفی                     |         |                                                                                           | بوکان            | ۲۷ آبان ۱۴۰۱               | | [ ۱۸۸ ]                 |
| ۴۶۷  | مهران رحمانی                     |         |                                                                                           | مهاباد           | ۲۷ آبان ۱۴۰۱               | | [ ۱۸۸ ]                 |
| ۴۶۸  | امیر فراستی شاد                  |         |                                                                                           | پیرانشهر         | ۲۷ آبان ۱۴۰۱               | | [ ۱۸۸ ]                 |
| ۴۶۹  | محمد احمدی گاگش                  |         |                                                                                           | مهاباد           | ۲۷ آبان ۱۴۰۱               | | [ ۱۸۸ ]                 |
| ۴۷۰  | ادریس غریب‌زاده                   |         |                                                                                           | بندرعباس         | ۲۶ آبان ۱۴۰۱               | | [ ۱۸۸ ]                 |
| ۴۷۱  | مصطفی شعبانی                     |         |                                                                                           | بوکان            | ۲۶ آبان ۱۴۰۱               | | [ ۱۸۸ ]                 |
| ۴۷۲  | جواد موسوی                       |         |                                                                                           | اصفهان           | ۲۶ آبان ۱۴۰۱               | | [ ۱۸۸ ]                 |
| ۴۷۳  | آسو قادری                        |         |                                                                                           | بانه             | ۲۶ آبان ۱۴۰۱               | | [ ۱۸۸ ]                 |
| ۴۷۴  | دوران توتازهی                    |         |                                                                                           | زاهدان           | ۲۶ آبان ۱۴۰۱               | | [ ۱۸۸ ]                 |
| ۴۷۵  | حامد مولایی دشتی                 |         |                                                                                           | پارسیان          | ۲۶ آبان ۱۴۰۱               | | [ ۱۸۸ ]                 |
| ۴۷۶  | آزاد حسین‌پوری                    |         |                                                                                           | مهاباد           | ۲۶ آبان ۱۴۰۱               | | [ ۱۸۸ ]                 |
| ۴۷۷  | هیوا جانان                       |         |                                                                                           | بوکان            | ۲۶ آبان ۱۴۰۱               | | [ ۱۸۸ ]                 |
| ۴۷۸  | امجد عنایتی                      |         |                                                                                           | بوکان            | ۲۶ آبان ۱۴۰۱               | | [ ۱۸۸ ]                 |
| ۴۷۹  | هژارمام خسروی                    |         |                                                                                           | بوکان            | ۲۶ آبان ۱۴۰۱               | | [ ۱۸۸ ]                 |
| ۴۸۰  | عبدالرحمان بختیاری               |         |                                                                                           | سقز              | ۲۶ آبان ۱۴۰۱               | | [ ۱۸۸ ]                 |
| ۴۸۱  | غفور مولودی                      |         |                                                                                           | بوکان            | ۲۶ آبان ۱۴۰۱               | | [ ۱۸۸ ]                 |
| ۴۸۲  | اصغر آقایی                       |         |                                                                                           | تهران            | ۲۵ آبان ۱۴۰۱               | | [ ۱۸۸ ]                 |
| ۴۸۳  | مهدی کابلی کفشگیری               |         |                                                                                           | گرگان            | ۲۵ آبان ۱۴۰۱               | | [ ۱۸۸ ]                 |
| ۴۸۴  | امیر محمد دلبری                  |         |                                                                                           | لاهیجان          | ۲۵ آبان ۱۴۰۱               | | [ ۱۸۸ ]                 |
| ۴۸۵  | فرهاد خسروی                      |         |                                                                                           | کرمانشاه         | ۲۵ آبان ۱۴۰۱               | | [ ۱۸۸ ]                 |
| ۴۸۶  | رشید رشیدی                       |         |                                                                                           | شوشتر            | ۲۵ آبان ۱۴۰۱               | | [ ۱۸۸ ]                 |
| ۴۸۷  | سجاد قائمی                       |         |                                                                                           | شیراز            | ۲۵ آبان ۱۴۰۱               | | [ ۱۸۸ ]                 |
| ۴۸۸  | علی محمدی                        |         |                                                                                           | ایذه             | ۲۵ آبان ۱۴۰۱               | | [ ۱۸۸ ]                 |
| ۴۸۹  | علی مولایی                       |         |                                                                                           | ایذه             | ۲۵ آبان ۱۴۰۱               | | [ ۱۸۸ ]                 |
| ۴۹۰  | جواد رضایی                       |         |                                                                                           | لاهیجان          | ۲۵ آبان ۱۴۰۱               | | [ ۱۸۸ ]                 |
| ۴۹۱  | میلاد آصفی                       |         |                                                                                           | سمیرم            | ۲۵ آبان ۱۴۰۱               | | [ ۱۸۸ ]                 |
| ۴۹۲  | مسلم هوشنگی                      |         |                                                                                           | سمیرم            | ۲۵ آبان ۱۴۰۱               | | [ ۱۸۸ ]                 |
| ۴۹۳  | علی عباسی                        |         |                                                                                           | سمیرم            | ۲۵ آبان ۱۴۰۱               | | [ ۱۸۸ ]                 |
| ۴۹۴  | مراد بهرامیان                    |         |                                                                                           | سمیرم            | ۲۵ آبان ۱۴۰۱               | | [ ۱۸۸ ]                 |
| ۴۹۵  | اشرف نیکبخت                      |         |                                                                                           | ایذه             | ۲۵ آبان ۱۴۰۱               | | [ ۱۸۸ ]                 |
| ۴۹۶  | مهدی زارع اشکذری                 | ۳۱      | ضرب و شتم و شکنجه                                                                         | تهران            | دی ۱۴۰۱                    | او بازداشت شده و پس از شکنجه شدید درحالی‌که بدحال بوده به‌طور موقت آزاد می‌شود او پس از آن به کما رفته و پس از ۲۰ روز در بیمارستان جان باخته است. | [ ۱۹۸ ]                 |
| ۴۹۷  | رضا شریعتی                       |         |                                                                                           | ایذه             | ۲۵ آبان ۱۴۰۱               | | [ ۱۸۸ ]                 |
| ۴۹۸  | امید زارع مویدی                  |         |                                                                                           | شیراز            | ۲۴ آبان ۱۴۰۱               | | [ ۱۸۸ ]                 |
| ۴۹۹  | وحید خانی                        |         |                                                                                           | اصفهان           | ۲۴ آبان ۱۴۰۱               | | [ ۱۸۸ ]                 |
| ۵۰۰  | سعید اسعدی                       |         |                                                                                           | بجنورد           | ۲۴ آبان ۱۴۰۱               | | [ ۱۸۸ ]                 |
| ۵۰۱  | میلاد سعیدی                      |         |                                                                                           | شهسوار           | ۲۴ آبان ۱۴۰۱               | | [ ۱۸۸ ]                 |
| ۵۰۲  | سعید مرادی                       |         |                                                                                           | کامیاران         | ۲۴ آبان ۱۴۰۱               | | [ ۱۸۸ ]                 |
| ۵۰۳  | فواد محمدی                       |         |                                                                                           | کامیاران         | ۲۴ آبان ۱۴۰۱               | | [ ۱۸۸ ]                 |
| ۵۰۴  | محمدرضا مشهدی فراهانی            |         |                                                                                           | تهران            | ۲۳ آبان ۱۴۰۱               | در زندان اوین | [ ۱۸۸ ]                 |
| ۵۰۵  | علی اکبر جعفری                   |         |                                                                                           | تهران            | ۲۳ آبان ۱۴۰۱               | در زندان اوین | [ ۱۸۸ ]                 |
| ۵۰۶  | سپهر اسماعیلی                    |         |                                                                                           | کیاشهر-گیلان     | ۲۳ آبان ۱۴۰۱               | | [ ۱۸۸ ]                 |
| ۵۰۷  | سامان رحمانی                     |         |                                                                                           | تهران            | ۲۳ آبان ۱۴۰۱               | | [ ۱۸۸ ]                 |
| ۵۰۸  | عاطفه نعامی                      | ۳۷ ساله |                                                                                           | کرج              | (پیدا شدن پیکر) ۵ آذر ۱۴۰۱ | عاطفه، در خیزش ۱۴۰۱ ایران حضور فعال داشت. مأموران حکومتی، پیکرش را با «صحنه‌سازی خودکشی» در بالکن آپارتمانش واقع در منطقه عظیمیه کرج قرار دادند. خانواده نعامی خودکشی وی را به‌طور قطع تکذیب کردند. درنهایت، مخفیانه، با فریب و با وجود مخالفت اعضای خانواده، در سکوت خبری در آرامگاه بهشت‌آباد اهواز به خاک سپرده شد. | [ ۱۹۹ ]                 |
| ۵۰۹  | ابراهیم ریگی                     | ۲۴ ساله | شکنجه در زندان                                                                            | زاهدان           | ۴ اسفند ۱۴۰۱               | او پزشکی بود که به معترضان زخمی کمک می‌کرد و سرانجام بر اثر شکنجه کشته شد. | [ ۲۰۰ ] [ ۲۰۱ ]         |
| ۵۱۰  | علی آبیار                        |         |                                                                                           | تکاب             | ۲۱ آبان ۱۴۰۱               | | [ ۱۸۸ ]                 |
| ۵۱۱  | مهرشاد تلاتوف                    |         |                                                                                           | ایرانشهر         | ۲۱ آبان ۱۴۰۱               | | [ ۱۸۸ ]                 |
| ۵۱۲  | محمد صالحی                       |         |                                                                                           | بهشهر            | ۲۰ آبان ۱۴۰۱               | | [ ۱۸۸ ]                 |
| ۵۱۴  | محمدحسین حاجیانی                 |         |                                                                                           | بوشهر            | ۲۰ آبان ۱۴۰۱               | | [ ۱۸۸ ]                 |
| ۵۱۵  | یلدا آقا فضلی                    |         |                                                                                           | تهران            | ۲۰ آبان ۱۴۰۱               | | [ ۱۸۸ ]                 |
| ۵۱۶  | هیمن حمزه                        |         |                                                                                           | سردشت            | ۲۰ آبان ۱۴۰۱               | | [ ۱۸۸ ]                 |
| ۵۱۷  | شعیب حیدری                       |         |                                                                                           | مشهد             | ۱۹ آبان ۱۴۰۱               | | [ ۱۸۸ ]                 |
| ۵۱۸  | اردلان قاسمی                     |         |                                                                                           | گیلانغرب         | ۱۹ آبان ۱۴۰۱               | | [ ۱۸۸ ]                 |
| ۵۱۹  | حافظ اولاد امرعلی                |         |                                                                                           | نیشابور          | ۱۸ آبان ۱۴۰۱               | | [ ۱۸۸ ]                 |
| ۵۲۰  | مهدی صالحی‌پور                    |         |                                                                                           | کرج              | ۱۸ آبان ۱۴۰۱               | | [ ۱۸۸ ]                 |
| ۵۲۱  | فایق مام قادری                   |         |                                                                                           | مهاباد           | ۱۸ آبان ۱۴۰۱               | | [ ۱۸۸ ]                 |
| ۵۲۲  | امیرمهدی پالای                   |         |                                                                                           | کیش              | ۱۷ آبان ۱۴۰۱               | | [ ۱۸۸ ]                 |
| ۵۲۳  | ضیاء میر بلوچ زهی                |         |                                                                                           | سراوان           | ۱۶ آبان ۱۴۰۱               | | [ ۱۸۸ ]                 |
| ۵۲۴  | پگاه غواصیه                      |         |                                                                                           | شیراز            | ۱۴ آبان ۱۴۰۱               | | [ ۱۸۸ ]                 |
| ۵۲۵  | علی ابومحمد                      |         |                                                                                           | کرج              | ۱۲ آبان ۱۴۰۱               | | [ ۱۸۸ ]                 |
| ۵۲۶  | شیرزاد احمدی‌نژاد                 | ۴۱ ساله | شکنجه در زندان                                                                            | بوکان            | ۲۴ اسفند ۱۴۰۱              | | [ ۲۰۲ ] [ ۲۰۳ ] [ ۱۷۱ ] |
| ۵۲۷  | مجتبی قناعتی خلاری               |         | شکنجه در زندان                                                                            | شیراز            | (پیدا شدن پیکر) ۱۳ دی ۱۴۰۱ | | [ ۲۰۴ ]                 |
| ۵۲۸  | منصور دهمرده                     |         |                                                                                           | زاهدان           | ۸ مهر ۱۴۰۱                 | | [ ۱۸۸ ]                 |
| ۵۲۹  | سعید گرگیج                       |         |                                                                                           | زاهدان           | ۸ مهر ۱۴۰۱                 | | [ ۱۸۸ ]                 |
| ۵۳۰  | مهراب دولت پناه                  |         |                                                                                           | تالش             | ۹ مهر ۱۴۰۱                 | | [ ۱۸۸ ]                 |
| ۵۳۱  | جمال عبدالناصر محمد حسنی براهویی |         |                                                                                           | زاهدان           | ۱۰ مهر ۱۴۰۱                | | [ ۱۸۸ ]                 |
| ۵۳۲  | ذوالفقار حسن زئی                 |         |                                                                                           | زاهدان           | ۱۰ مهر ۱۴۰۱                | | [ ۱۸۸ ]                 |
| ۵۳۳  | عبدالمجید نارویی                 |         |                                                                                           | زاهدان           | ۸ مهر ۱۴۰۱                 | | [ ۱۸۸ ]                 |
| ۵۳۴  | مونا چمنی                        | ۲۸      | اصابت ضربات باتون                                                                         | تهران            | ۸ آذر ۱۴۰۱                 | اهل رشت و شغلش بازیگر تئاتر بود. | [ ۲۰۵ ]                 |
| ۵۳۵  | احسان قاسمی‌فر                    | ۳۲      | اصابت گلولهٔ جنگی                                                                          | سرآسیاب          | آذر ۱۴۰۱                   | متولد کنگاور و ورزشکار بود. | [ ۲۰۶ ]                 |
| ۵۳۶  | علیرضا فیلی                      | ۱۷      |                                                                                           | اندیشه           | ۲۹ مهر ۱۴۰۱                | | [ ۲۰۷ ]                 |
| ۵۳۷  | آیدا رستمی                       | ۲۶ ساله | شکنجه و ضرب و شتم زیاد (برخورد جسم سخت طبق گزارش پزشکی قانونی)                            | تهران            | ۲۱ آذر ۱۴۰۱                | ۲۱ آذر در تهران مفقود شد و روز بعد جسد او با دست‌های شکسته، نیمه راست صورت له شده، بینی خرد شده و چشم چپ کاملاً تخلیه شده، همچنین روی سایر اعضای بدن کبودی بسیار تحویل خانواده شد. پس از انتشار خبر ربوده و کشته شدن آیدا، دستگاه‌های امنیتی سناریوی خود را از «تصادف» به «پرت شدن از پل عابر پیاده» تغییر دادند. در نامه پزشکی قانونی، علت مرگ آیدا رستمی را «برخورد جسم سخت» نوشته‌اند که نه برای تصادف و نه برای پرت شدن از ارتفاع به کار می‌رود. پیکر او در زادگاهش گرگان دفن شد. |                         |
| ۵۳۸  | رقیه (بهار) خورشیدی              | ۲۲      |                                                                                           | رباط کریم        | ۳۱ شهریور ۱۴۰۱             | | [ ۲۰۸ ] [ ۲۰۹ ]         |
| ۵۳۹  | ثامر شهنوازی                     |         |                                                                                           | زاهدان           | ۸ مهر ۱۴۰۱                 | | [ ۱۸۸ ]                 |
| ۵۴۰  | مجید شه‌بخش                       |         |                                                                                           | زاهدان           | ۸ مهر ۱۴۰۱                 | | [ ۱۸۸ ]                 |
| ۵۴۱  | لال محمد براهویی                 |         |                                                                                           | زاهدان           | ۸ مهر ۱۴۰۱                 | | [ ۱۸۸ ]                 |
| ۵۴۲  | حافظ محمد براهویی                |         |                                                                                           | زاهدان           | ۸ مهر ۱۴۰۱                 | | [ ۱۸۸ ]                 |
| ۵۴۳  | حمیدرضا صانعی‌پور                 |         |                                                                                           | همدان            | ۸ مهر ۱۴۰۱                 | | [ ۱۸۸ ]                 |
| ۵۴۴  | وحید هوت                         |         |                                                                                           | زاهدان           | ۸ مهر ۱۴۰۱                 | | [ ۱۸۸ ]                 |
| ۵۴۵  | عبدالجلیل قنبرزهی                |         |                                                                                           | زاهدان           | ۸ مهر ۱۴۰۱                 | | [ ۱۸۸ ]                 |
| ۵۴۶  | عرفان ساریخانی (دشتی)            | ۲۲      |                                                                                           | تهرانپارس        | ۲۶ مهر ۱۴۰۱                | | [ ۲۱۰ ] [ ۲۱۱ ]         |
| ۵۴۷  | غلام نبی نوتی زهی                |         |                                                                                           | زاهدان           | ۸ مهر ۱۴۰۱                 | | [ ۱۸۸ ]                 |
| ۵۴۸  | محمد اقبال نایب زهی              |         |                                                                                           | زاهدان           | ۸ مهر ۱۴۰۱                 | | [ ۱۸۸ ]                 |
| ۵۴۹  | ذکریا براهویی                    |         |                                                                                           | زاهدان           | ۸ مهر ۱۴۰۱                 | | [ ۱۸۸ ]                 |
| ۵۵۰  | موسی نهتانی                      |         |                                                                                           | زاهدان           | ۸ مهر ۱۴۰۱                 | | [ ۱۸۸ ]                 |
| ۵۵۱  | محمد عمر شهنوازی                 |         |                                                                                           | زاهدان           | ۸ مهر ۱۴۰۱                 | | [ ۱۸۸ ]                 |
| ۵۵۲  | رافع نارویی                      |         |                                                                                           | زاهدان           | ۸ مهر ۱۴۰۱                 | | [ ۱۸۸ ]                 |
| ۵۵۳  | واحد گمشادزهی                    |         |                                                                                           | زاهدان           | ۸ مهر ۱۴۰۱                 | | [ ۱۸۸ ]                 |
| ۵۵۴  | محمد قلجه‌ای                      |         |                                                                                           | زاهدان           | ۸ مهر ۱۴۰۱                 | | [ ۱۸۸ ]                 |
| ۵۵۵  | محمد اقبال شهنوازی               |         |                                                                                           | زاهدان           | ۸ مهر ۱۴۰۱                 | | [ ۱۸۸ ]                 |
| ۵۵۶  | نادر کوکار                       |         |                                                                                           | رودسر            | ۳ مهر ۱۴۰۱                 | | [ ۱۸۸ ]                 |
| ۵۵۷  | سمیرا نوری                       |         |                                                                                           | تهران            | ۲ مهر ۱۴۰۱                 | | [ ۱۸۸ ]                 |
| ۵۵۸  | اشکان نوری                       |         |                                                                                           | تهران            | ۲ مهر ۱۴۰۱                 | | [ ۱۸۸ ]                 |
| ۵۵۹  | شهرام زندی                       |         |                                                                                           | تهران            | ۲ مهر ۱۴۰۱                 | | [ ۱۸۸ ]                 |
| ۵۶۰  | مهرزاد عوض‌پور کاکرودی            |         |                                                                                           | نوشهر            | ۳۰ شهریور ۱۴۰۱             | | [ ۱۸۸ ]                 |
| ۵۶۱  | بَرزین حمزه‌زاده                   | ۱۵ ساله | ضرب و شتم و شکنجه دو کلیه را از دست داده و بعد از ۱۳ ماه جان خود را از دست داد            | سردشت            | ۱۲ دی                      | وی در جریان اعتراضات دستگیر و یک هفته توسط مأموران امنیتی زیر شکنجه بود، به‌طوری که هر دو کلیه خود را از دست داد و در طول ۱۳ ماه بارها بیهوش شده و به پزشک مراجعه کرد که در نهایت در ۱۲ دی جان خود را از دست داد. | [ ۲۱۲ ]                 |
| ۵۶۲  | امیرحسین تروال ایمان             | ۲۰ ساله | چند روز پس از آزادی جان خود را از دست داد                                                 | تهران            | اردیبهشت ۱۴۰۲              | پس از ۸ ماه بازداشت آزاد شد و بعد از چند روز بر اثر سکته قلبی به‌صورت مشکوکی درگذشت. | [ ۲۱۳ ]                 |
| ۵۶۳  | جواد روحی                        | ۳۵ ساله | محکوم به اعدام که در زندان و پس از انتقال به بیمارستان درگذشت                             | آمل              | ۹ شهریور ۱۴۰۲              | وی از بازداشت‌شدگان شهریور ۱۴۰۱ در نوشهر بود که در زندان نوشهر به اعدام محکوم شده بود، که در زندان درگذشت. | [ ۲۱۴ ]                 |
| ۵۶۴  | ابوالفضل امیرعطایی               | ۱۷ ساله | در روز ۳۰ شهریور ۱۴۰۱ به‌دلیل شلیک مأموران مجروح شد و پس از ۸ ماه درگذشت                   |                  |                            | |                         |
| ۵۶۵  | سارینا شیری                      | ۱۸ ساله | در ۹ مهر ۱۴۰۱ ربوده شد و به‌دلیل شکنجه در بازداشتگاه کشته شد                               |                  |                            | |                         |

#### کودکان
تاکنون دست‌کم ۷۴ کودک به‌دست نیروهای حکومتی نظام جمهوری اسلامی در ایران کشته‌شده‌اند. این کودکان توسط نیروهای امنیتی یا با شلیک سلاح گرم یا در اثر ضرب‌وشتم، جان خود را از دست داده‌اند.

### نیروهای حکومتی
خبرگزاری‌های حکومتی از نیروهای کشته‌شدهٔ خود در سرکوب اعتراضات با نام «مدافعان امنیت» یاد می‌کنند. وب‌سایت شبکه العالم، وابسته به صداوسیمای جمهوری اسلامی، از جان باختن «سه بسیجی» در جریان اعتراضات چهارشنبه شب ۳۰ شهریور خبر داد. سپاه محمد رسول‌الله تهران که پیش‌تر از سوی مقام‌های جمهوری اسلامی برای سرکوب اعتراضات مردمی سال‌های گذشته مورد تقدیر قرار گرفته‌بود، اعلام کرد تا ۷ مهر، ۱۸۵ بسیجی هنگام مأموریت سرکوب اعتراضات در تهران زخمی‌شده‌اند.

#### بسیج
| ردیف | نام                | مکان کشته‌شدن | تاریخ کشته‌شدن | توضیحات                                                                                  | منبع                    |
| ---- | ------------------ | ------------ | ------------- | ---------------------------------------------------------------------------------------- | ----------------------- |
| ۱    | امیررضا اولادی     |              |               |                                                                                          | [ ۲۲۰ ]                 |
| ۲    | پوریا احمدی        |              | ۱۲ مهر ۱۴۰۱   |                                                                                          | [ ۲۲۱ ] [ ۲۲۲ ]         |
| ۳    | حسین اجاقی‌زنوز     | تبریز        |               | فرماندهٔ پایگاه علامه طباطبایی مسجد فاطمی تبریز                                           | [ ۲۲۳ ]                 |
| ۴    | حسین تقی‌پور        |              |               | بسیجی فعال سپاه محمد رسول‌الله                                                            | [ ۲۲۰ ] [ ۲۲۴ ]         |
| ۵    | محمدرسول دوست‌محمدی | مشهد         |               |                                                                                          | [ ۲۲۵ ] [ ۲۲۶ ] [ ۲۲۳ ] |
| ۶    | سعید برهانزهی ریگی | زاهدان       |               |                                                                                          | [ ۲۲۷ ]                 |
| ۷    | سید عباس فاطمیه    | ارومیه       |               |                                                                                          | [ ۲۲۸ ]                 |
| ۸    | عباس خالقی         | الوند        |               |                                                                                          | [ ۲۲۳ ] [ ۲۲۹ ]         |
| ۹    | علی‌اصغر قورت بیگلو | کرج          |               | بسیجی فعال پایگاه‌های نیروی مقاومت                                                        | [ ۲۲۳ ] [ ۲۳۰ ] [ ۲۳۱ ] |
| ۱۰   | مجتبی امیری‌دوماری  | قشم          |               |                                                                                          | [ ۲۲۰ ] [ ۲۱۶ ]         |
| ۱۱   | محمدامین عارفی     | زاهدان       |               |                                                                                          | [ ۲۲۷ ] [ ۳۷ ]          |
| ۱۲   | محمدحسین سروری راد | گرمسار       | ۲ مهر ۱۴۰۱    |                                                                                          | [ ۲۳۲ ]                 |
| ۱۳   | مهدی زاهدلویی      | قم           |               | طلبه بسیجی                                                                               | [ ۲۳۳ ] [ ۲۳۴ ] [ ۲۳۵ ] |
| ۱۴   | سلمان امیراحمدی    | تهران        | ۱۶ مهر ۱۴۰۱   |                                                                                          | [ ۲۳۶ ]                 |
| ۱۵   | احمدرضا عرفانی     | بیرم         | ۲۲ مهر ۱۴۰۱   | آخوند بسیجی                                                                              | [ ۲۳۷ ]                 |
| ۱۶   | آرمان علی‌وردی      | تهران        | ۴ آبان ۱۴۰۱   | آخوند بسیجی                                                                              | [ ۲۳۸ ]                 |
| ۱۷   | روح‌الله عجمیان     | کرج          | ۱۲ آبان ۱۴۰۱  |                                                                                          | [ ۲۳۹ ]                 |
| ۱۸   | حمید پورنوروز      | لاهیجان      | ۱۲ آبان ۱۴۰۱  | بسیجی دارای سابقهٔ حضور در جنگ سوریه                                                      | [ ۲۴۰ ] [ ۲۴۱ ]         |
| ۱۹   | مجید یوسفی         | بندر کیاشهر  | ۱۷ آبان ۱۴۰۱  | بسیجی دارای سابقهٔ حضور در جنگ سوریه                                                      | [ ۲۴۲ ]                 |
| ۲۰   | حسین براتی         | مشهد         | ۲۳ آبان ۱۴۰۱  | مجروح‌شده در ۲۲ مهر                                                                       | [ ۲۴۳ ]                 |
| ۲۱   | محمد زارع مویدی    | شیراز        |               | طلبه و امام جماعت یکی از مساجد شهرک گلستان در شیراز به دلیل پرتاب کوکتل مولوتوف کشته شد. | [ ۲۴۴ ]                 |
| ۲۲   | حسین زینال‌زاده     | مشهد         | ۲۶ آبان ۱۴۰۱  | بسیجی                                                                                    | [ ۲۴۵ ]                 |
| ۲۳   | دانیال حسین‌زاده    | مشهد         | ۲۶ آبان ۱۴۰۱  | بسیجی                                                                                    | [ ۲۴۵ ]                 |
| ۲۴   | ابراهیم غفاریان    | مشهد         | ۲۶ آبان ۱۴۰۱  | بسیجی                                                                                    | [ ۲۴۵ ]                 |

#### نیروهای مسلح
| ردیف | نام                                             | مکان کشته‌شدن | تاریخ کشته‌شدن | توضیحات                                             | منبع                                   |
| ---- | ----------------------------------------------- | ------------ | ------------- | --------------------------------------------------- | -------------------------------------- |
| ۱    | داوود عبداللهی                                  | مریوان       |               | سرهنگ دوم و فرماندهٔ یگان امداد نیروی انتظامی مریوان | [ ۲۴۶ ]                                |
| ۲    | سید حمیدرضا هاشمی (با نام مستعار سید علی موسوی) | زاهدان       | ۸ مهر ۱۴۰۱    | معاون اطلاعات سپاه سلمان استان سیستان و بلوچستان    | [ ۲۲۷ ] [ ۲۴۷ ] [ ۲۴۸ ] [ ۲۲۷ ] [ ۳۷ ] |
| ۳    | علی بیک وارازی                                  | زاهدان       | ۸ مهر ۱۴۰۱    |                                                     | [ ۲۲۰ ] [ ۲۴۹ ]                        |
| ۴    | فرید کرم‌پور                                     | رباط کریم    |               |                                                     | [ ۲۲۰ ] [ ۲۵۰ ]                        |
| ۵    | محمدامین آب درشکر                               | زاهدان       | ۸ مهر ۱۴۰۱    |                                                     | [ ۲۲۷ ] [ ۳۷ ]                         |
| ۶    | مسلم جاویدی‌مهر                                  | قوچان        |               | ستوان‌یکم تیپ ۲۷۷ متحرک هجومی شهید تولایی            | [ ۲۲۳ ] [ ۲۵۱ ] [ ۲۵۲ ] [ ۲۵۳ ]        |
| ۷    | غلامرضا بامدی                                   | سنندج        | ۱۶ مهر ۱۴۰۱   | از نیروهای لشکر ۲۲ بیت‌المقدس کردستان                | [ ۲۵۴ ] [ ۲۵۵ ]                        |
| ۸    | نورالدین جنگجو                                  | بیرم         | ۲۲ مهر ۱۴۰۱   | سروان سپاه پاسداران                                 | [ ۲۳۷ ]                                |
| ۹    | علی نظری                                        | ملایر        | ۴ آبان ۱۴۰۱   | سروان پاسدار سپاه انصارالحسین همدان                 | [ ۲۵۶ ] [ ۲۵۷ ]                        |
| ۱۰   | رضا الماسی                                      | بوکان        | ۲۴ آبان ۱۴۰۱  | سرهنگ پاسدار                                        | [ ۲۵۸ ]                                |
| ۱۱   | اسماعیل چراغی                                   | اصفهان       | ۲۵ آبان ۱۴۰۱  | سرهنگ یگان ویژه فرماندهی انتظامی                    | [ ۲۵۹ ]                                |
| ۱۲   | مهدی اثنی‌عشری                                   | بوکان        | ۲۶ آبان ۱۴۰۱  | از نیروهای سربازان گمنام امام زمان                  | [ ۲۶۰ ]                                |
| ۱۳   | رحیم سحابی                                      | بوکان        | ۲۶ آبان ۱۴۰۱  | از نیروهای سپاه پاسداران                            | [ ۲۶۰ ]                                |
| ۱۴   | نادر بیرامی                                     | صحنه         | ۲۷ آبان ۱۴۰۱  | سرهنگ پاسدار، رئیس اطلاعات سپاه شهرستان صحنه        | [ ۲۶۱ ]                                |
| ۱۵   | رضا نصیری                                       |              |               |                                                     |                                        |

### مورد مناقشه
کشته‌شدگان در طول اعتراضات یا کسانی که از جانب حکومت نیروی بسیجی معرفی شده‌اند ولی بسیجی‌بودن آن‌ها از سوی آشنایان و دوستانشان رد شده است:
| ردیف | نام                  | مکان کشته‌شدن | تاریخ کشته‌شدن | توضیحات | منبع            |
| ---- | -------------------- | ------------ | ------------- | --- | --------------- |
| ۱    | هادی چاکسری          | آمل          | ۵ آبان ۱۴۰۱   | | [ ۲۶۲ ]         |
| ۲    | علی فاضلی            | آمل          | ۵ آبان ۱۴۰۱   | استاندار و فرماندار آمل او را بسیجی معرفی کردند، اما او آخرین استوری‌هایش در اینستاگرام را با #مهسا_امینی و «پایان سلسلهٔ آخوندیان» منتشر کرده بود.               | [ ۲۶۲ ]         |
| ۳    | رضا زارع-مؤیدی       | شیراز        |               | | [ ۲۲۳ ] [ ۲۶۳ ] |
| ۴    | میلاد استادهاشم      | تهران        |               | | [ ۲۶۴ ] [ ۲۶۵ ] |
| ۵    | حمیدرضا روحی         | تهران        | ۲۷ آبان ۱۴۰۱  | خانواده وی برای اینکه بتوانند جسدش را بگیرند مجبور به گفتن اینکه او بسیجی است شدند تا پیکرش را بدهند و پس از گرفتن جسد، خانواده‌اش اعلام کردند که او بسیجی نبود. |                 |
| ۶    | مولوی عبدالواحد ریگی | خاش          | ۱۷ آذر ۱۴۰۱   | در ۱۷ آذر توسط افرادی ناشناس در مسجد ربوده و کشته شد. | [ ۲۶۶ ]         |

## ناپدیدشدگان
| ردیف | نام             | سن      | مکان ناپدیدشدن | توضیحات | منبع    |
| ---- | --------------- | ------- | -------------- | --- | ------- |
| ۱    | صحرا رضایی      | ۲۱ ساله | تهران          | دانشجوی دانشگاه علامه طباطبایی و زاده افغانستان ۲۶ مهر ناپدید شد                                                          |         |
| ۲    | پارمیدا مهدی‌پور | ۱۹ ساله | اهواز          | | [ ۲۶۷ ] |
| ۳    | شراره ویسی      |         |                | اهل دهگلان، در ۵ آبان ۱۴۰۱ ناپدید شد                                                                                      | [ ۲۶۸ ] |
| ۴    | سینا بال‌افکن    |         |                | اهل قصر شیرین، در ۴ آبان ۱۴۰۱ ناپدید شد                                                                                   | [ ۲۶۹ ] |
| ۵    | امیرحسین خوشرو  | ۲۵ ساله |                | اهل خرم‌آباد. وی پس از برگزاری مراسم ختم نیکا شاکرمی توسط نیروهای حکومتی با توسل به خشونت ربوده شده و سرنوشتش نامعلوم است. | [ ۲۷۰ ] |
| ۶    | شقایق خادمی     |         |                | از ۳۰ شهریور ۱۴۰۱ ناپدید شده است                                                                                          | [ ۲۷۱ ] |

## آمار
در روزهای نخست اعتراضات سازمان حقوق بشر ایران تعداد کشته‌شدگان اعتراضات را ۷۶ نفر اعلام کرد. تا تاریخ ۴ مهر ۱۴۰۱ استان مازندران با ۲۵ نفر و پس از آن استان‌های گیلان و آذربایجان غربی هر کدام با ۱۰ کشته بیشتر کشته‌شدگان را در این اعتراضات داشته‌اند. پنج‌شنبه، ۷ مهر ۱۴۰۱، سازمان حقوق بشر ایران تعداد کشته‌شدگان خیزش جاری در ایران را ۸۳ نفر اعلام کرد. جلال محمودزاده، نماینده مهاباد در مجلس ۹ آبان گفت که در سه روز گذشته، شش شهروند در مهاباد با شلیک مستقیم نیروهای امنیتی کشته شده‌اند. تا تاریخ ۱۵ آبان ۱۴۰۱ دست‌کم ۳۲۸ تن، از جمله، ۴۷ کودک کشته شده‌اند. همچنین تا تاریخ ۲۵ آبان ۱۴۰۱، ۳۶۲ نفر، از جمله، ۵۶ کودک و نوجوان کشته شدند.
بنا به برخی منابع، تا ۱۵ بهمن ۱۴۰۱، آمار کشته‌شدگان به ۶۳۲ نفر رسید؛ ولی بر طبق بولتن محرمانه فارس (سپاه): تعداد کشته‌ها بسیار بیشتر از آمار کشته‌شدگان اعتراضات آبان یعنی بیش از ۱٫۵۰۰ تن، از جمله، ۷۵ زن و دختر و نیز ۷۱ کودک و نوجوان است.

### روزشمار تعداد کل کشته‌شدگان
در زیر، آمار کل کشته‌شدگان، مطابق با آنچه در رسانه‌ها گفته شده، بر پایهٔ روز اعلام، فهرست شده است:
| تاریخ     | تعداد |
| --------- | ----- |
| ۳۱ شهریور | ۱۷    |
| ۱ مهر     | ۵۰    |
| ۱۲ مهر    | ۱۵۴   |
| ۱۶ مهر    | ۱۸۵   |
| ۲۰ مهر    | ۲۰۱   |
| ۲۵ مهر    | ۲۲۴   |
| ۲ آبان    | ۲۵۲   |
| ۵ آبان    | ۲۶۶   |
| ۹ آبان    | ۲۸۷   |
| ۱۱ آبان   | ۲۹۸   |
| ۱۳ آبان   | ۳۱۴   |
| ۱۸ آبان   | ۳۲۸   |
| ۲۳ آبان   | ۳۴۴   |
| ۲۵ آبان   | ۳۶۲   |
| ۲۶ آبان   | ۳۸۱   |
| ۳ آذر     | ۴۴۰   |

### بر پایهٔ استان
بر اساس گزارش سازمان حقوق بشر ایران، تا روز ۱۳ آبان ۱۴۰۱ در ۲۲ استان ایران کشته‌شدن معترضان تأیید شده است. این سازمان می‌گوید بیشترین کشته‌ها به ترتیب از استان‌های سیستان و بلوچستان، مازندران، تهران، کردستان و گیلان بوده‌اند. بر اساس این گزارش، آمار تأییدشدهٔ کشته‌شدگان بر اساس تفکیک استانی تا (۱۳ آبان) از این قرار است:

تعداد کشته‌شدگان خیزش ۱۴۰۱ براساس استان

تعداد کشته‌شدگان خیزش ۱۴۰۱ براساس شهرستان

### بر پایهٔ شهر
بر اساس گزارش کانون حقوق بشر ایران، تا روز ۲۷ آبان ۱۴۰۱ در ۷۱ شهر ایران کشته‌شدن معترضان تأیید شده است.
 فهرست شهرها:

### بر پایهٔ جنسیت
درصد کشته‌شدگان بر پایهٔ جنسیت
بنا به اعلام سازمان حقوق بشر ایران تا تاریخ ۲۸ آبان ۱۴۰۱، شمار کشته‌شدگان در خیزش ۳۷۸ نفر بوده است که از این میان ۴۷ تن کودک و ۲۷ نفر زن و ۳۰۴ نفر مرد هستند.

### بر پایهٔ سن
درصد کشته‌شدگان بر پایهٔ سن
به گزارش رادیو فردا تا ۲۸ آبان ۱۴۰۱، دست‌کم ۴۰۲ نفر از جمله ۵۸ کودک (زیر ۱۸ سال) در سراسر ایران به‌دست نیروهای امنیتی جمهوری اسلامی کشته شدند.

### برپایه تاریخ
بیشترین کشته‌ها به‌ترتیب در روزهای ۳۰ و ۳۱ شهریور و ۸ مهر گزارش شده‌اند.

## پرونده‌سازی جمهوری اسلامی
جمهوری اسلامی معترضان را متهم به «پروژه کشته‌سازی» کرده و برای کشته‌شدگان این اعتراضات با طرح قصه‌های پلیسی و جنایی «پرونده‌سازی» می‌کند. برای تأیید این روند، فشار گسترده‌ای به خانواده‌های کشته‌شدگان وارد کرده و آنها را مجبور به اعترافات تلویزیونی می‌کنند یا آنها را تحت فشار قرار داده تا پیگیر عاملان قتل نشوند یا هرچه در جواز دفن نوشته شده بپذیرند تا در ازای آن پیکر آنها را تحویل بگیرند.
حدیث نجفی، سارینا اسماعیل‌زاده، نیکا شاکرمی و بهنام لایق‌پور از جمله کسانی بودند که خانواده‌های آنها تحت فشار نیروهای امنیتی حکومت ایران بودند.

## ربودن پیکرها
جمهوری اسلامی با ربودن پیکرهای معترضان کشته‌شده و به خاک سپردن آنان در جایی دور از زادگاه و بی حضور خانواده‌هایشان، از برگزاری هرگونه مراسم عزاداری و یادبود جلوگیری می‌کنند. به گفته نزدیکان خانواده نیکا شاکرمی که در اعتراضات کشته شد مأموران امنیتی پیکر نیکا را از غسال‌خانه شهر خرم‌آباد دزدیدند و بعد از شستشوی مخفیانه، در روستای دورافتاده ویسیان به خاک سپردند.